# Unternehmen Zeppelin
Das Unternehmen Zeppelin war eine von SS-Sturmbannführer Heinz Gräfe initiierte Sabotage- und Zersetzungsoperation des Geheimdienstes der SS, des Sicherheitsdienstes (SD) im Amt VI (Ausland-SD) des Reichssicherheitshauptamtes (RSHA). Nach dem deutschen Überfall auf die Sowjetunion kamen dabei ab 1942 im Hinterland der Roten Armee sowjetische Kriegsgefangene zum Einsatz, die freiwillig mit dem SD kollaborierten, um dort Aktionen durchzuführen.
Nachdem der Auslands-SD seit seiner Entstehung im Wettbewerb mit dem Amt Ausland/Abwehr, dem militärischen Geheimdienst der Wehrmacht, stand, war das Unternehmen Zeppelin eine Konkurrenz zur Sabotage- und Zersetzungsabteilung Amt Ausland/Abwehr II. Die Abwehr II operierte überwiegend gegen militärische Ziele in Frontnähe während Zeppelin eher politisch-strategisch agierte. Die Operationen beider Geheimdienste überschnitten sich häufig, jedoch wurde auch kooperiert. Abwehrchef Wilhelm Canaris nutzte Teile der Abwehr II für den geplanten Sturz von Hitler zusammen mit der Militäropposition. Der SD und damit das Unternehmen Zeppelin dienten im Gegensatz dazu der Machterhaltung Hitlers. Als Hitler im Februar 1944 befahl, einen einheitlichen Geheimen Meldedienst aufzubauen, geriet die Abwehr schrittweise und nach dem Attentat auf Hitler vom 20. Juli 1944 schließlich völlig unter die Kontrolle des Reichssicherheitshauptamtes (RSHA).
Der SD war 1946 im Nürnberger Militärtribunal als verbrecherische Organisation eingestuft worden. Kriegsverbrechen beim Unternehmen Zeppelin waren in Nürnberg 1948 auch Gegenstand einer Verhandlung gegen den Leiter des Auslands-SD, Walter Schellenberg. Die deutsche Justiz befasste sich erst ab 1962 mit dem Unternehmen Zeppelin, als die Zentrale Stelle der Landesjustizverwaltungen in Ludwigsburg ein sogenanntes Zeppelin-Verfahren eröffnete. In Düsseldorf lief erst 1963 ein Verfahren gegen vormalige Zeppelin-Angehörige wegen der aktenkundigen Morde, die bereits in Nürnberg beim Militärtribunal Thema waren.
Inzwischen hatten viele Ehemalige des Unternehmen Zeppelin ihre Tätigkeit entgegen den Tatsachen als besonders erfolgreich dargestellt, um in den Geheimdiensten des Westens eine zweite Karriere zu starten bzw. einer Strafverfolgung wegen Kriegsverbrechen zu entgehen. Auf diese Weise konnten sie im beginnenden Kalten Krieg weiter geheime Operationen gegen die Sowjetunion durchführen. Sie stellten so ein Sicherheitsrisiko ersten Grades für diese Geheimdienste dar, denn viele Zeppelin-Angehörige waren aufgrund ihrer Kriegsvergangenheit erpressbar und den Geheimdiensten des Ostens bestens bekannt. In Moskau wusste man, dass die Westalliierten die Erfahrungen der Deutschen gegen die Sowjetunion nutzen würden. Das Ministerium für Staatssicherheit (MGB), der Vorläufer des KGB, sammelte alle erbeuteten Dokumente 1946 in dem Sonderarchiv Moskau. Die vorhandenen Erkenntnisse zum Unternehmen Zeppelin wurden beim MGB 1947 zusammengefasst. Die sowjetischen Sicherheitsorgane entwickelten daraus und durch Befragungen deutscher Kriegsgefangener Operationen gegen den Westen in den Folgejahren des Kalten Krieges.
1974 erhielt schließlich das Ministerium für Staatssicherheit der DDR (MfS) u. a. Akteneinsicht zum Unternehmen Zeppelin beim KGB und durfte massenhaft Kopien erbeuteter Dokumente aus Kriegszeiten anfertigen. Dieser umfängliche Aktenfundus wurde von der Hauptabteilung IX/11 des MfS (NS-Archiv) 1977 in einer Forschungsarbeit analysiert. In der Folge wurde alle identifizierten Personen den diversen Einheiten des MfS zur weiteren Bearbeitung zugewiesen. Die Angehörigen des Unternehmen Zeppelin blieben somit bis zu ihrem Lebensende Zielobjekte östlicher Geheimdienste. Heute befindet sich dieser komplette Aktenfundus zum Unternehmen Zeppelin im sogenannten Stasi-Archiv des Bundesarchivs in Berlin.

## Entstehung

### Heinz Gräfe und die Kriegsgefangenen
SS-Sturmbannführer Heinz Gräfe hatte am 1. April 1941 die Amtsgruppe VI C (Russisch-japanisches Einflussgebiet) im RSHA übernommen und war damit für die gesamte Ostaufklärung im Auslandsgeheimdienst des SD zuständig geworden. Mehrere Monate nach Beginn des Russland-Feldzugs waren im Herbst 1941 die großen russischen Metropolen Leningrad und Moskau entgegen den deutschen Plänen nach wie vor in sowjetischer Hand. Es hatte sich gezeigt, dass man die Widerstandskraft der Roten Armee unterschätzt hatte und die Kenntnisse über die Sowjetunion völlig unzureichend waren. Gräfe beabsichtigte deshalb durch die Vernehmung der Kriegsgefangenen das große Informationsdefizit über die Sowjetunion zu verbessern.
Die Gestapo betrieb inzwischen Einsatzgruppen in den Gefangenenlagern der Wehrmacht, die hauptsächlich die Ermordung Gefangener durchführten, aber auch nach Freiwilligen für die Abwehr II und für das Ostministerium zur Verwaltung der eroberten Gebiete suchten. Gestapo-Chef Heinrich Müller war deshalb mehrfach mit Vertretern des OKW und des Ostministeriums in Fragen der Kriegsgefangenen zusammengekommen. Beteiligt waren Abwehr-II-Chef Erwin von Lahousen und der stellvertretende Hauptabteilungsleiter Otto Bräutigam des im Aufbau befindlichen Reichsministeriums für die besetzten Ostgebiete. Das sogenannte Ostministerium war zuständig für die politische Eingliederung und Verwaltung der eroberten Gebiete in das Reich. Es arbeitete eng mit pro-deutschen Exilpolitikern aus dem Osten zusammen, die sich von Deutschland eine Befreiung vom sowjetischen Joch erhofften. Die Abwehr II plante mit Hilfe dieser Exilpolitiker geeignetes Personal für militärische Sonderoperationen aus diesen Volksgruppen zu gewinnen. Hier bewegte sich die Abwehr aber auf politischem Feld und damit in der Zuständigkeit von Gestapo und SD. Es kam somit erneut zur Aufgabenteilung zwischen Abwehr, Gestapo und SD bezüglich des Zugangs zu diesen Volksgruppen in Absprache mit dem Reichsministerium für die besetzten Ostgebiete und der Wehrmacht.
Heinz Gräfe wurde am 21. Oktober 1941 vom Amt VI (Auslands-SD) zum Amt IV (Gestapo) des RSHA abgeordnet. Bereits am 25. Oktober 1941 dekretierte Müller, dass jetzt auch Angehörige des Amtes VI zu den bereits bestehenden Gestapo-Einsatzgruppen abgeordnet würden. Es wäre ihre Aufgabe, Informationen über die Politik und die ökonomischen und kulturellen Bedingungen in den noch nicht besetzten russischen Gebieten durch Befragungen zu ermitteln. Dafür besonders wertvolle Kriegsgefangene wären dem Amt VI zu überstellen. Laut dem neuen Amtschef VI, Walter Schellenberg, war damit auch beabsichtigt, geeignete Agenten für den SD aus den Kriegsgefangenenlagern zu gewinnen. Mit Zustimmung der Wehrmacht entsandte das Amt VI schließlich elf SD-Führer mit Dolmetschern in die Lager und ließ ausgewählte Gefangene befragen und rekrutieren.

### Gründung des Unternehmen Zeppelin
Während der Gefangenenbefragungen reifte bei Gräfe die Idee, besonders geeignete Gefangene als Agenten für die Aufklärung im sowjetischen Hinterland einzusetzen. Gräfe entwarf zwei Denkschriften für die künftige politische Kriegsführung des Auslands-SD im Osten. Die erste Studie resultierte aus den positiven Ergebnissen der Kriegsgefangenenbefragungen und entstand im Januar 1942 mit Unterstützung des SD-Russland-Instituts, des „Wannsee-Instituts“. Überschrieben ist sie mit dem Titel „Die Widerstandskraft der Sowjet-Union und Möglichkeiten ihrer Zersetzung“. Wörtlich hieß es in dieser anspruchsvollen aber hochgradig der NS-Ideologie entsprechenden Arbeit:
„Es bietet sich die Möglichkeit aus dem ungeheuren Menschenreservoir der Kriegsgefangenen geeignete Gruppen auszuwählen und sie im aktiven Kampf gegen die Sowjetunion auf dem politischen und teilweise militärischen Gebiet einzusetzen.“ […] „Diese Agenten würden den Auftrag haben, durch geeignete Propaganda zersetzend auf die kommunistische Partei einzuwirken, das ständig wache Misstrauen der sowjetischen Führung zu beunruhigen und die Moral und den Widerstandswillen der Bevölkerung und des Heeres zu unterhöhlen.“ […] „Besonders ausgewählte Agenten müssten unter den antisowjetisch gesinnten Völkerschaften nationale Propaganda treiben und versuchen in Gebieten, wo die Voraussetzungen dazu gegeben erscheinen, örtliche nationale Revolten zu organisieren. Unter Umständen können diese Gruppen dazu benutzt werden, um Attentate gegen die sowjetischen Machthaber zu organisieren und Sabotageakte vorzubereiten.“ […] „Die Voraussetzung dafür wäre allerdings deutscherseits eine propagandistische Linie, die den Bolschewismus nicht mit irgendeinem Volkstum oder einer Rasse, also nicht mit dem Russentum, insbesondere aber – auch unter Berücksichtigung unseres japanischen Bundesgenossen – nicht mit Asien oder Asiatentum identifiziert, sondern ausschließlich vom internationalen Judentum herleitet.“
Der Vorschlag Gräfes fiel auf fruchtbaren Boden, denn er wurde aufgefordert, seine Pläne detailliert zu beschreiben, was er dann in seiner zweiten Denkschrift tat. Diesen zweiten, detaillierten Vorschlag hatte Gräfe ebenfalls aus den Gefangenenbefragungen abgeleitet und nach dem Muster der Abwehr II entwickelt und als „Plan einer Aktion für politische Zersetzungsversuche in der Sowjet-Union“ bezeichnet:
„Die Möglichkeiten zur Zersetzung sind, wie sich ebenfalls aus den Aussagen der Kriegsgefangenen ergibt, zweifellos gegeben. Es braucht nur die an sich vorhandene antibolschewistische Einstellung, besonders der nationalen Minderheiten, gestärkt und für unsere Zwecke ausgenutzt werden. Das OKW und OKH haben selbst, u. a. in einer am 19.12.1941 beim Reichsministerium Ost stattgefundenen Besprechung darauf hingewiesen, dass eine politische Propaganda unbedingt erforderlich ist. Eine in genügend großem Umfange und mit allem Nachdruck betriebene Aktion zur politischen Zersetzung der Sowjet-Union wird zweifellos eine erhebliche Hilfe für unsere Ostfront bringen und bei einer künftigen Offensive Blut und Kräfte sparen.“ 
Gräfe wollte die vorhandene antibolschewistische Einstellung der nationalen Minderheiten Russlands nutzen und sie für seine Zwecke einsetzen. Typisch für die Effizienz der SS sollte daher deutsches Blut gespart werden und die Völker Russlands sollten selbst ihren Beitrag zur Vernichtung der Sowjetunion leisten. Heinz Gräfe listete abschließend die Hauptaufgabengebiete dieser als „Unternehmen Zeppelin“ bezeichneten Aktion auf. Das waren Nachrichtengewinnung, Propaganda durch Verbreitung nationaler, religiöser und sozialer Parolen und Auslösen von Revolten in dafür reifen Gebieten.
Gräfe schlug vor, den „Führungsstab Zeppelin“ in der Gruppe VI C des RSHA zu platzieren und von hier die notwendigen Abstimmungsgespräche mit OKW, dem Ostministerium und dem Propagandaministerium zu führen. Sein Unternehmen Zeppelin konnte nur im Verbund mit der Wehrmacht und diesen beiden Ministerien funktionieren. Die operativen Kräfte hingegen sollten hinsichtlich Verwaltung und Versorgung an die Einsatzkommandos von Sipo und SD angebunden werden, die ohnehin in der Sowjetunion mit der Vernichtung von Bolschewisten, Juden und Partisanen befasst waren. Nach Gräfes Ansicht konnte das Unternehmen nur bei einem Masseneinsatz Erfolg haben, weil mit einem größeren Anteil von Unzuverlässigen zu rechnen sei. Andernfalls wären nur „Nadelstiche“ möglich. Gräfe kalkulierte also von vorneherein ein, dass etliche der angeworbenen Kriegsgefangenen wieder zu den Sowjets überlaufen würden.
Gräfes Vorhaben wurde dem RSHA-Chef Reinhard Heydrich und dem SS-Chef Heinrich Himmler vorgelegt. Himmler stellte Hitler persönlich den Plan für das Unternehmen Zeppelin vor, der die Ausführung im Februar 1942 genehmigte. Zeppelin verfolgte mehrere Ziele: Die Qualität der nachrichtendienstlichen Aufklärung der Sowjetunion sollte durch den Einsatz einheimischer Agenten verbessert werden. Ein weiteres Ziel des Unternehmens war die Schwächung der Sowjetunion durch Sabotage bis hin zum Aufbau von Guerillabewegungen. Ein verstecktes Nebenziel war die Aufwertung des bis dahin unbedeutenden SD-Auslandsnachrichtendienstes, um gleichzeitig die Abwehr langsam aus ihren bisherigen Kernaufgabengebieten zu verdrängen.
Der Initiator Gräfe wurde im März 1942 vom Amt IV zum Amt VI zurückversetzt und mit der Einrichtung eines Sonderreferats in seiner Amtsgruppe VI C beauftragt. Das Sonderreferat erhielt die Abkürzung VI C/Z, wobei das Z für „Zersetzung“ stand, dem Hauptziel des Unternehmens. Der Buchstabe Z wurde im deutschen Buchstabier-Alphabet mit Zeppelin bezeichnet. So entstand der Deckname „Unternehmen Zeppelin“, kurz UZ. Mit Schreiben vom 10. März 1942 informierte Heinrich Müller alle polizeilichen Dienststellen von der Einrichtung des „Unternehmen Zeppelin“ und regelte darin die grundsätzlichen Beziehungen zwischen den Einsatzkommandos von Gestapo und SD und der neuen Zersetzungsaufgabe des Amtes VI. Der neue Amtschef VI des RSHA, Walter Schellenberg, erließ für sein Amt ergänzende Anweisungen und regelte, welche Volksgruppen aus den Kriegsgefangenenlagern für Zeppelin ausgewählt werden sollten. Außerdem wurde die Aufstellung einer „Legion“ aus diesen Gruppen, also einer militärischen Einheit im Rahmen der SS angekündigt. Das „Unternehmen Zeppelin“ war geboren.
Letztlich war noch eine psychologische Frage zu klären. Die ausgewählten Freiwilligen, die praktisch nichts anderes als Agenten waren, sollten glauben, aktiv für die Befreiung ihrer Völker zu kämpfen. Beim SD kam deshalb der Begriff „Aktivist“ für diese Agenten zur Anwendung.
Im März 1942 liefen die Vorbereitungen für das Unternehmen Zeppelin an. Die für das Unternehmen benötigten Agenten bzw. Aktivisten wurden entweder von den Einsatzgruppen der Sicherheitspolizei und des SD im Operationsgebiet oder in den Gefangenenlagern rekrutiert. Angeworben wurden ausschließlich Personen aus Teilen der Sowjetunion, die nicht unter deutscher Kontrolle standen. Dazu zählten neben ethnischen Russen auch Kaukasier und andere aus den asiatischen Teilrepubliken der Sowjetunion stammende Gefangene. Insgesamt meldeten sich ca. 10.000 bis 15.000 sowjetische Freiwillige. Nur etwa 2.000 bis 3.000 Bewerber davon wurden als geeignet für die Missionen des Unternehmens Zeppelin angesehen.

## Struktur
Die Grobstruktur von Zeppelin bestand zunächst aus dem Führungsstab bei RSHA VI C, den Zeppelin-Kommandos bei den vier Einsatzgruppen, einem System von Zeppelin-Lagern, das nach Volksgruppen getrennt in Vor- und Ausbildungslager getrennt war. Hinzu kamen schließlich Außenposten der Zeppelin-Kommandos bei den Einsatzgruppen, die zur Informationsgewinnung, Schleusung der Aktivisten usw. benötigt wurden.

### Führungspersonal im RSHA
Das personelle Grundgerüst bei Zeppelin bestand aus den Abteilungsleitern VI (Auslands-SD) der SD-Abschnitte im Osten des Reiches. Hinzu kamen diejenigen SD-Angehörigen, die bereits an den Kriegsgefangenen-Befragungen Ende 1941 teilgenommen hatten. Weitere Führungskräfte bei Zeppelin waren Zeitungswissenschaftler, die der SD in Leipzig angeworben hatte und Wissenschaftler vom Wannsee-Institut des SD, die ohnehin bereits zur Amtsgruppe VI C gehörten. Ergänzt wurde dieser Grundstock durch vormalige Untergebene von Gräfe aus seiner Zeit als Chef von Gestapo und SD in Tilsit. Ein weiteres Personal-Reservoir ergab sich aus den deutschbaltischen Angehörigen der NS-Bewegung in Lettland, die zwischen 1940 und 1942 in den Umsiedlungsaktionen und in den Einsatzgruppen zu finden waren. Ihr Vorteil waren russische Sprachkenntnisse. Sonst gab es nur wenige Russland-Kenner bei Zeppelin.
Der Leipziger Gräfe übernahm zunächst selbst bis Juli 1942 das Sonderreferat VI C/Z, das für die Steuerung des Unternehmen Zeppelin verantwortlich war und sich zunächst als „Führungsstab Zeppelin“ etablierte. Ebenfalls im März 1942 kam der vormalige Leipziger Student Erich Hengelhaupt als sein Stellvertreter zur Gruppe VI C. Hengelhaupt übernahm die Russland-Referate VI C 1–3. Im August 1942 übernahm ein weiterer ehemaliger Leipziger Student, der Sturmbannführer Rudolf Oebsger-Röder das Sonderreferat VI C/Z von Heinz Gräfe. Oebsger-Röder kam vom Stab der Einsatzgruppe A im Baltikum. Im Frühjahr 1943 übernahm Oebsger-Röder dann nach Gründung des Zeppelin-Hauptkommandos Süd dessen Leitung. Sturmbannführer Walter Kurreck leitete von April 1942 bis November 1942 zunächst das Zeppelin-Kommando bei der Einsatzgruppe D. Kurreck übernahm im Frühjahr 1943 das Zeppelin-Referat von Oebsger-Röder in Berlin bis November 1943. Danach wurde Kurreck Inspekteur des Ausbildungswesens im Zeppelin-Hauptlager Sandberge in Schlesien bis Dezember 1944. Nach dem Unfalltod von Gräfe im Januar 1944 führte Hengelhaupt zeitweise die Gruppe RSHA VI C. Dann übernahmen Obersturmbannführer Karl Tschierschky und ab November 1944 Standartenführer Albert Rapp die Amtsgruppe VI C. Eine Umgliederung im Jahr 1944 integrierte das Sonderreferat Zeppelin in die Referate VI C 1 (Verwaltung) unter Hermann Lumm und VI C 2 (Russland) unter Erich Hengelhaupt.
Der Führungsstab von Zeppelin war im Sonderreferat VI C/Z zusammen mit der Amtsgruppe VI C in der Berkaer Str. 32–35 in Berlin-Schmargendorf und in der Potsdamer Str. 29 untergebracht. Das Referat VI C/Z gliederte sich mit seinen Abteilungen auf dem Höhepunkt der Existenz von Zeppelin bis Juni 1943 wie folgt:
- Die Abteilung 1 (Organisation, Verwaltung) befasste sich mit Personalfragen, der Lagerverwaltung, der Versorgung, der Betreuung und mit dem Transport der Aktivisten im Reichsgebiet.
- Die Abteilung 2 (Ausbildung) war für Auswahl und Schulung der Aktivisten zuständig.
- Die Abteilung 3 (Nachrichtenlage) befasste sich mit der Informationsgewinnung und Auswertung der Operationen im sowjetischen Hinterland.
- Die Abteilung 4 (Einsatzsteuerung) war für die operative Einsatzplanung und -steuerung verantwortlich und setzte Aufträge anhand des übergreifenden Lagebildes von RSHA VI C um.

Zur Abteilung 4 gehörte ein eigener Sender. Die von diesem Sender ausgestrahlte Propaganda richtete sich vordergründig an die russischen Funker, die den Sender empfangen konnten. Es bestand die Hoffnung, eine zersetzende Wirkung bei den sowjetischen Funkern zu erzielen. Die Propaganda musste mit dem Propagandaministerium und der für die Rundfunksendungen bei der Abteilung Ostpropaganda eingerichteten Stelle „Vineta“ in Berlin abgestimmt werden. Zeppelin verfolgte mit dem Sender hintergründig aber noch einen wesentlich wichtigeren Zweck. Die täglich ausgestrahlten Sendungen enthielten nämlich verschlüsselte Anweisungen für die Zeppelin-Agenten hinter der Front, die ebenfalls über Funkgeräte verfügten.

### Zeppelin-Kommandos
Jeder der vier SS-Einsatzgruppen in der Sowjetunion wurde ein kleines Zeppelin-Kommando angegliedert. Aufgabe dieser Kommandos war die Endausbildung, Steuerung und Koordination der Zeppelin-Einsätze im Frontabschnitt mit der Wehrmacht. Die Kommandos waren nur versorgungsmäßig an die Einsatzgruppe gekoppelt, jedoch unabhängig von der Einsatzgruppe befehlsmäßig an den Zeppelin-Stab der Gruppe VI C des RSHA angebunden. Das führte bisweilen zu erheblichen Problemen in der Einsatzführung, denn die Einsatzgruppen-Kommandeure betrachteten die Zeppelin-Kommandos als Störfaktor. Gräfe musste deshalb wiederholt bei den Einsatzgruppenchefs intervenieren. Die Zeppelin-Kommandos verfügten über einzelne Außenkommandos, die wiederum den Einsatzkommandos der Einsatzgruppen angegliedert waren. Die Zeppelin-Außenkommandos sollten Gefangene vernehmen und Aktivisten rekrutieren.

#### Einsatzgruppe A
Das Zeppelin-Kommando bei der Einsatzgruppe A hatte am wenigsten Schwierigkeiten mit der Einsatzgruppenführung, denn der vormalige Chef des Auslands-SD, Heinz Jost, leitete seit März 1942 die Einsatzgruppe A. Die Einsatzgruppe A hatte ebenso wie das Zeppelin-Kommando den Sitz in Krasnogwardeisk-Gattschina bei Leningrad. Leiter des Zeppelin-Kommandos bei der Einsatzgruppe A waren von Mai 1942 bis März 1943 nacheinander Lothar Fendler, Ludwig Hellwagner, Martin Kurmis und zuletzt Arkadi von Kotschoubey.
Das Kommando sollte durch Befragungen von Kriegsgefangen die Lage im sowjetischen Hinterland und in der belagerten Stadt Leningrad aufklären und an das RSHA melden. Außerdem sollte es im Rahmen der Befragungen geeignete Freiwillige aussuchen, die für Zeppelin-Einsätze im Nahbereich des sowjetischen Hinterlandes ausgebildet wurden. Die Luftwaffe wollte im Sommer 1942 wegen der taghellen Nächte im Norden keine Einsätze fliegen und hatte kaum Flugzeuge zur Verfügung. Die Aktivisten wurden deshalb oft mit Hilfe der Wehrmacht durch die Front geschleust. Das Kommando hatte einen guten Draht zur Abwehrgruppe Nord in Pleskau. Der Austausch von Informationen, Analysen, Dokumenten und den Einsatz der Aktivisten geschah somit im engsten Einvernehmen zwischen SD und Wehrmacht.

#### Einsatzgruppe B
Im April 1942 entstand das Zeppelin-Kommando bei der Einsatzgruppe B in Smolensk. Geleitet wurde es zunächst von Karl-Wilhelm Bitz, dann von Hans Wadel und ab Juli 1942 von Hans Nentwig. Das Zeppelin-Kommando hatte ein Außenkommando in der vormaligen Kolchose Wissokoje südöstlich von Smolensk. Wissokoje lag günstig zum nahen Flugplatz von Smolensk und nahe zur Einsatzgruppe B unter SS-Oberführer Erich Naumann in Smolensk. Naumann behagte die Beiordnung nicht, weshalb die Kooperation mit dem Zeppelin-Kommando eher schlecht lief. Naumanns Einsatzgruppe B war im August 1942 damit beschäftigt, Kommunisten, Juden, Zigeuner, Geisteskranke, Kriminelle und Partisanen „sonderzubehandeln“, sprich zu ermorden. In seinem Tätigkeitsbericht vom 1. September 1942 meldete Naumann stolz 126.195 euphemistisch als „Sonderbehandlungen“ bezeichnete Morde. Am 15. Oktober 1942 übernahm SS-Hauptsturmführer Edwin Sakuth das Z-Kommando bei der Einsatzgruppe B. Kurz darauf kam es zu Fahnenfluchten und Disziplinlosigkeiten in Wissokoje, weil die Aktivisten mangels verfügbarer Flugzeuge nicht zum Einsatz kamen und zudem schlecht behandelt wurden. Einsatzgruppenchef Erich Naumann ließ deshalb am 25. November 1942 18 Zeppelin-Aktivisten ermorden.
Der Umgang mit diesen Agenten, die ja nur aus Propagandagründen Aktivisten genannt wurden, war für den SD zu einem Problem geworden. Die später noch behandelte Mordverfügung des RSHA VI C 1 B.Nr. 54120/42 vom 1. Dezember 1942 muss in diesem Zusammenhang gesehen werden. Diese Verfügung regelte u. a. die Behandlung unheilbar kranker Aktivisten, die anschließend ermordet wurden. Die Verfügung dürfte jedoch über kranke Aktivisten hinausgegangen sein und beinhaltete wohl generell die weitere Verwendung von Geheimnisträgern bei Zeppelin, wie weiter unten geschilderte Vorfälle belegen. Die zeitliche Nähe so kurz nach den Morden durch die Einsatzgruppe B am 25. November 1942 und dem Erlass der Verfügung vom 1. Dezember 1942 deutet darauf hin, dass die Vorfälle in Smolensk Grund für die Herausgabe dieser Mordverfügung waren.

#### Einsatzgruppe C
Das im April 1942 entstandene Zeppelin-Kommando bei der Einsatzgruppe C war dem Brigadeführer Max Thomas in Kiew wie üblich beigeordnet. Das Kommando wurde anfänglich von Hauptsturmführer Gerhard Kortkampf und dann von Sturmbannführer Gerhard Hoins geleitet und hatte seinen Sitz gleichfalls in Kiew. Das Zeppelin-Kommando war mit zeitweise 19 Angehörigen stärker als die anderen drei Z-Kommandos. Abgesehen von Hoins in Kiew waren folgende Zeppelin-Mitarbeiter im Frühsommer 1942 als Außenkommandos den Sonderkommandos der Einsatzgruppe C angegliedert:
- Charkow, Hauptsturmführer Rudolf List, beim Sonderkommando 4a;
- Kramatorskaja, Hauptsturmführer Gerhard Kortkampf, beim Sonderkommando 4b;
- Stalino (heute Donezk), Obersturmführer Gottlieb Bussinger, beim Einsatzkommando 6.[50]

Bei der Einsatzgruppe C gab es erhebliche Kompetenzprobleme mit der Abwehr, weshalb Gräfe einmal mehr beim Einsatzgruppenleiter Thomas um Verständnis werben musste. Gräfe beorderte Bussinger und Kortkampf im Juli 1942 nach Berlin zurück und lediglich List blieb in Kiew, um bei der Gefangenenauslese zu unterstützen. Zugleich entsandte Gräfe Hauptsturmführer Karl-Heinz Löchelt als Zeppelin-Verbindungsführer zur Heeresgruppe Nordukraine nach Poltawa, um die Koordination mit der Abwehr zu regeln und ein Durchgangslager für Zeppelin-Aktivisten einzurichten. Gräfe hatte sich zuvor darüber mit dem Oberstleutnant Hermann Baun von der Abwehr I verständigt. Löchelt hielt danach die essentielle Verbindung zum Ic-Offizier der Heeresgruppe und zur Abwehr für die Durchschleusung von Agenten durch die Frontlinien.
Bei der Einsatzgruppe C hatte das Zeppelin-Kommando eigentlich nur zwei Hauptaufgaben zu erledigen: Die Auswahl von Aktivisten aus den Lagern in Kooperation mit der Abwehr und die Schleusung in den Einsatz überwiegend per Flugzeug, seltener durch die Front. Im Januar 1943, als Stalingrad kurz vor dem Fall stand, übernahm Sturmbannführer Alfred Grün das Zeppelin-Kommando in Kiew. Sein Vorgänger Hoins kam im März 1943 zum Hauptkommando Mitte und danach noch zum Hauptkommando Nord.

#### Einsatzgruppe D
Im Sommer 1942 stand der geplante deutsche Angriff auf Stalingrad und den Kaukasus im Mittelpunkt der Angriffsbemühungen der Wehrmacht. Hitler persönlich hatte die Führung der Heeresgruppe Süd vor dem Angriff auf den Kaukasus übernommen und sein Hauptquartier im ukrainischen Winnitsa aufgeschlagen. Himmler blieb auch hier immer in Hitlers Nähe und hatte nach dem Tod von Heydrich selbst die Führung des RSHA übernommen. Die Einsatzgruppe D stand entsprechend unter Druck. Entsprechend den deutschen Plänen hatte das Zeppelin-Kommando bei der Einsatzgruppe D höchste Priorität. Zur Bedeutung der Arbeit des Kommandos im Kaukasus gab Zeppelin-Leiter Oebsger-Röder nach dem Krieg an:
„Armenier und insbesondere Georgier sind über das gesamte russische Territorium verstreut. Darüber hinaus spielen Georgier eine immer wichtigere Rolle in der bolschewistischen Hierarchie (Stalin-Dschugaschwili und Berija sind georgischer Herkunft; sie haben Landsleute in wichtige Positionen gebracht). So musste der Kaukasus nicht nur als russischer Pufferstaat betrachtet werden, sondern als Stützpunkt, von dem aus ganz Russland angegriffen werden konnte.“  
Die Leitung des Zeppelin-Kommandos bei der Einsatzgruppe D hatte bei Beginn des Unternehmens Zeppelin Sturmbannführer Walter Kurreck. Kurreck blieb bis Ende 1942, dann übernahm im Winter 1942/43 Obersturmführer Helmut Heiß das Zeppelin-Kommando. Der Ausbildungsleiter bei Kurrecks Zeppelin-Kommando war Hauptsturmführer Theodor Girgensohn. Während Kurreck sein Hauptquartier in Simferopol/Krim und dann in Woroschilowsk (Stawropol) am Nordkaukasus einrichtete, leitete Girgensohn das Hauptausbildungslager in Jewpatoria/Krim. Bis Oktober 1942 wurden die überwiegend kaukasischen Zeppelin-Aktivisten vom Flugplatz Saki/Krim per Fallschirm in ihre Zielgebiete gebracht.
Dem Leiter des „Wannsee-Instituts“, Michael Achmeteli, war es zuvor gelungen, Heinz Gräfe und Erich Hengelhaupt für den nationalen Kampf der Georgier zu interessieren. Denselben Schwerpunkt setzte man im Ostministerium. Federführend waren Vize-Abteilungsleiter Politik Otto Bräutigam, ehemals Generalkonsul im georgischen Tiflis und der Leiter der Kaukasus-Abteilung, Gerhard von Mende. Im Ostministerium waren 1942 in Berlin zur Vorbereitung auf den Kaukasus-Feldzug Nationalausschüsse gegründet worden, in denen Georgier, Armenier, Aserbaidschaner, Turkmenen und Nordkaukasier vertreten waren. Diese Nationalvertretungen wurden von Gerhard von Mende betreut und sollten helfen, für den designierten Reichskommissar Arno Schickedanz im Kaukasus die Verwaltung einzurichten. Im Ostministerium unter Mende hatte man dazu einen „Aufbaustab Kaukasus“ eingerichtet. Der bedeutendste Vertreter der Kaukasier bzw. Georgier war Michael Kedia. Der wichtigste Turkmene war der Usbeke Veli Kajum Khan. Beide waren als politische Vertreter ihrer Nationen eng an das Ostministerium gekoppelt. Insgesamt erhofften sich die Nationalvertreter, eine gewisse Unabhängigkeit zu erlangen.
Nach dem Tod von ex-Botschafter Wladimir Achmeteli, dem Leiter der georgischen Vertrauensstelle in Berlin und Onkel von Michael Achmeteli, trat Michael Kedia als Vertreter Georgiens zur Gruppe um Mende. Michael Kedia und sein Assistent Alexander Tsomaja arbeiteten sowohl mit der Abwehr II als auch mit dem SD zusammen. Der SD richtete zur Vorbereitung auf den deutschen Einmarsch in den Gebieten südlich des Kaukasus-Hauptkamms (Georgien, Armenien, Aserbaidschan) den „Sonderstab“ Kaukasus ein. Danach hatte die propagandistische Arbeit mit den Aktivisten bei diesem Zeppelin-Kommando im Sommer 1942 größte Bedeutung, schließlich sollten sich die Kaukasier der Illusion hingeben, ihre Heimat zu befreien. Die Aktivisten erhielten auf der Basis der Ideologie eines „Freien Kaukasus“ eingetrichtert, dass Deutschland sie vom bolschewistischen Joch befreien würde. Man förderte den Nationalismus dieser Völker und ließ sie von kaukasischen Instruktoren schulen, die dafür eigens ausgebildet wurden. Unter Walter Kurreck rekrutierte „Zeppelin“ Freiwillige aus den Reihen der Kaukasier, die in ihre Heimat eingeschleust werden sollten, um die dortige Bevölkerung gegen die Sowjets aufzustacheln. Ferner hatte das Kommando den Auftrag, mit Hilfe von Kollaborateuren reichsfeindliche Elemente im Hinterland des Gegners auszukundschaften und die Ergebnisse an die Einsatzgruppen der SS vor Ort zu übermitteln.
Der „Aufbaustab Kaukasus“ des Ostministeriums war eng mit dem „Sonderstab Kaukasus“ unter Aufsicht des RSHA gekoppelt, der für die geheimdienstlichen Aufgaben verantwortlich war. Das „Kaukasische Experiment“ der Deutschen konnte nur funktionieren, wenn es die politische Unterstützung der kaukasischen Völker gewann. Dieser Sonderstab Kaukasus wurde von Gräfe und Hengelhaupt am 16. Oktober 1942 sowohl in Berlin wie auch beim Z-Kommando Süd aufgesetzt und im November 1942 etabliert. Zwischen Hengelhaupt, Kurreck, Kedia, Dressler und anderen kaukasischen Beauftragten fanden im November und Dezember 1942 laufend Besprechungen statt. Der im Herbst 1942 gebildete „Sonderstab Kaukasus“ unter Führung von Obersturmführer Hans Dressler sollte die Arbeit mit kaukasischen Exilpolitikern, die als Berater bzw. Instrukteure bezeichnet wurden, dem Ostministerium und der Einsatzgruppe bei der erhofften Eroberung des Kaukasus koordinieren. Einsatzgruppenchef Walther Bierkamp beobachtete Dressler und den Sonderstab mit Argusaugen, denn er befürchtete wohl eine Unabhängigkeitserklärung der Georgier bei Erreichen ihres Heimatlandes analog zu den Ukrainern 1941 beim Einmarsch in Lemberg. Der einbrechende Winter und die Niederlage in Stalingrad stoppten alle Pläne und die Wehrmacht musste sich aus dem Kaukasus zurückziehen. Die Ziele des Sonderstabes waren nicht mehr umsetzbar. Das führte Anfang 1943 zur Auflösung des Sonderstabs Kaukasus.

### Das Lagersystem bei Zeppelin

#### Vorlager
Zunächst richtete der SD eigene Zeppelin-Vorlager ein, in die geeignete Kriegsgefangene aus den Lagern der Wehrmacht in den Gewahrsam der SS überführt wurden. Teilweise erfolgte die Anbindung der Vorlager an die Konzentrationslager der SS in Auschwitz, Sachsenhausen und Buchenwald, weil man hier die erforderliche Infrastruktur verfügbar hatte. Nach der Vorauswahl kamen die als geeignet betrachteten Aktivisten in das Sammellager Sandberge in Oberschlesien. Das mehrstufige Ausleseverfahren sorgte dafür, dass nur objektiv willige, gesunde und motivierte Männer für die Geheimunternehmen herangezogen wurden. Wer nicht brauchbar erschien, aber bereits die Vorlager durchlaufen hatte, kam in der Regel zu einer Polizeieinheit oder wurde zu den militärischen Zeppelin-Verbänden versetzt.

#### Sammellager
Das Sammellager Sandberge in Oberschlesien lag östlich vom Bahnhof Breitenmarkt (heute Sieraków Śląski) in Oberschlesien. Hier erfolgte eine weitere Filtrierung der Aktivisten. In Lehrgängen von vier bis sechs Monaten lernten sie in Grundkursen den Umgang mit Funkgeräten, Waffen und Sprengstoff, das Fälschen amtlicher Dokumente und andere Fähigkeiten, die für den verdeckten Kampf im Hinterland der Front erforderlich waren. Zusätzlich erhielten die potentiellen Zeppelin-Agenten eine ausführliche propagandistische Schulung im Sinne der nationalsozialistischen Ideologie. Dazu gehörten Besichtigungen deutscher Fabriken, Städte und sonstiger Einrichtungen. Das Lager Sandberge wurde Ende 1944 nach Marienbad/Tepl im Egerland verlegt. Die Leitung in Sandberge hatte 1942 Hauptsturmführer Werner Schönemann. Ihm folgte 1943 Hauptsturmführer Edwin Sakuth. 1944 übernahm Sturmbannführer Walter Kurreck das Kommando über Sandberge.

#### Speziallager
Zusätzlich zog man in Sandberge russische Spezialisten aus den Gebieten Wissenschaft und Technik zusammen. Diese Spezialisten kamen 1943 in das Sonderlager Breslau-Oswitz. Hierher wurden Fachleute verbracht, die an detaillierten Analysen zu den sowjetischen Schlüsselindustrien mitwirkten. Mit Hilfe dieser Informationen wurden die Einsätze gegen die sowjetische Rüstungsindustrie geplant. Das Kommando hatte 1943 Obersturmführer Arthur Augsburg. Ihm folgte 1944 Sturmbannführer Waldemar Klingelhöfer. Ursprünglich hieß das Lager Sonderlager T, weil es nur für „Technik“ zuständig war. Nachdem der Auftrag des Lagers gemäß SD-Jargon auf die Beobachtung aller Lebensgebiete der Sowjetunion erweitert wurde, hieß es Sonderlager L für „Lebensgebiete“. Das Sonderlager L unter Arthur Augsburg arbeitete eng mit dem „Wannsee-Institut“ des SD zusammen, wo sein Bruder Emil Augsburg tätig war.

#### Hauptlager
Für die einsatzbezogene Spezialausbildung (Fallschirmabsprung, Sprengen, Verschlüsseln des Funkverkehrs usw.) wurden verschiedene Hauptlager eingerichtet, die man auch als „Waffenschule“ bezeichnete. Für russische Aktivisten befand sich das Hauptlager in Jablon im Bezirk Lublin unter dem Kommando von Hans Schindowski. Im November 1942 wurde es nach Breslau-Wohlau verlegt. Dort übernahm Otto Kraus das Kommando. Das Hauptlager für Turkmenen war 1942 kurze Zeit in Warschau-Legionowo, kam dann nach Breslau-Oswitz und schließlich nach Wolomin bei Warschau. Die Leitung hatte Hauptsturmführer Heinrich Fenner. Das Hauptlager für Kaukasier befand sich bis Oktober 1942 in Jewpatoria auf der Krim unter der Leitung von Hauptsturmführer Theodor Girgensohn. Danach wurden die kaukasischen Aktivisten nach Woroschilowsk (heute Stawropol) oder zurück in das Kaukasier-Vorlager Auschwitz verlegt.
Den eigentlichen Einsatzauftrag erhielten die Aktivisten dann erst bei den Zeppelin-Kommandos und deren Außenkommandos kurz vor Einsatzbeginn. Ab diesem Zeitpunkt galten sie als Geheimnisträger. Das bedeutete, dass sie von da an nur noch an die Front gelangen konnten. War das z. B. wegen Krankheit oder Fehlverhalten nicht möglich, wurden sie ermordet.

### Militärische Einheiten
Aus den Kriegsgefangenen hatte Zeppelin von vornherein auch Freiwillige rekrutiert, die zur Aufstellung militärischer Einheiten dienten. Diese nach Nationalitäten getrennten „Kampfbünde“ erfüllten mehrere Aufgaben: Sie dienten dem Schutz von Zeppelin-Einrichtungen als Wachtruppen, sie sollten sich gegen Partisanen im Einsatz bewähren und waren so zugleich ein Freiwilligen-Reservoir für weitere Zeppelin-Aktivisten.

#### Russische Einheiten
Einer dieser Kampfbünde wurde unter Iwan Bessonow als das "Politische Zentrum für den Kampf gegen den Bolschewismus" (PZB) im Lager Hammelburg gegründet. Bessonow wurde mit seinen Getreuen alsbald in das Zeppelin-Lager Linsdorf im Sudetenland verlegt. Nach einer Denunziation wurde Bessonow durch die Gestapo festgesetzt und die PZB aufgelöst. Bessonow begab sich nach dem Krieg freiwillig in die Sowjetunion und wurde dort am 18. April 1950 hingerichtet.
Der russische Oberstleutnant Wladimir Gil hatte im Lager Suwalki (Sudauen) den „Kampfbund Russischer Nationalisten“ (BSRN) gegründet. Die Gestapo setzte Gil ein, um russische Funktionäre und Juden unter den Gefangenen zu identifizieren. Gil hatte sich die Gunst der Gestapo damit erkauft, dass er den Deutschen russische Landsleute ans Messer lieferte. Die Zeppelin-Offiziere Hans Schindowski und Emil Haussmann stießen in Suwalki bei der Suche nach Zeppelin-Freiwilligen auf Gil und seine Leute und warben sie zum SD ab. Die Russen wurden von Schindowski mit dem Argument geködert, dass sie im Falle einer Bewährung im Krieg später in der Führung eines nichtbolschewistischen Russlands berücksichtigt werden sollten.
Gil, der sich Gil-Rodionow nannte, bildete einen Kampfverband, der alsbald unter dem Namen DRUSCHINA bekannt war. Nach der Erstausbildung kam DRUSCHINA in ein Waldlager bei Jablon nordwestlich von Lublin und wurde dem dortigen Unternehmen "Zeppelin" unter Hans Schindowski unterstellt. DRUSCHINA hatte eine russische Führung unter Gil und daneben ein deutsches Verbindungskommando des SD unter dem Hauptsturmführer Klaus von Lepel. Die DRUSCHINA kam im Oktober 1942 in Weißrussland gegen Partisanen zum Einsatz, um die Moral der Russen zu testen, ehe sie für einen eventuellen Zeppelin-Einsatz herangezogen werden sollten. Mit der Moral war es nicht zum Besten bestellt, denn schon im November 1942 lief eine Gruppe von 63 Freiwilligen zu den Partisanen über, sprengte die zu bewachende Brücke und tötete fünf Mann vom deutschen Begleitpersonal.
Die gesamte DRUSCHINA, die inzwischen aus DRUSCHINA I unter Gil-Rodionow und DRUSCHINA II unter dem Kommando von Andrej Blasewitsch bestand, wurde daraufhin Ende 1942 zur Überprüfung durch den Zeppelin-Sturmbannführer Otto Kraus in das Lager Breslau-Wohlau zurückgezogen. Anfang 1943 kam die DRUSCHINA in das weißrussische Dorf Luzhki bei Glebokie und nahm an den Partisanen-Kampfeinsätzen „Erntefest I und II“ sowie „Hornung“ teil. Kraus protestierte am 11. Februar 1943 energisch dagegen, weil die mörderischen Einsätze gegen die russische Zivilbevölkerung die Moral der Zeppelin-Aktivisten untergruben, konnte aber bei Zeppelin-Referatsleiter Oebsger-Röder nichts erreichen. In Glebokie wurden die beiden vormaligen DRUSCHINA-Bataillone I und II zur 1. Russischen Nationalbrigade der SS zusammengefasst. Die militärische Führung der Brigade behielt weiter Gil-Rodionow, das deutsche Rahmenkommando übernahm der Obersturmbannführer und Blutordensträger Karl Appel. Die Partisaneneinsätze hatten die DRUSCHINA demotiviert.
Beim SD sah man sich zum Handeln gezwungen und nutzte dafür die Russische Befreiungsarmee um den gefangengenommenen russischen General Andrej Wlassow. Wlassows Vertrauter, der russische General Georgi Schilenkow kam mit dem SD überein, dass die ehemaligen führenden Angehörigen des Sonderverbandes „Graukopf“ der Abwehr II unter dem ex-General Sergei Iwanow für den Neuaufbau der DRUSCHINA übernommen werden sollten. Die „Grauköpfe“ hatten sich im Mittelabschnitt der Ostfront bewährt und galten als verlässlich. Zeppelin übernahm in Absprache mit dem Oberkommando der Wehrmacht (OKW) die Gruppe „Graukopf“ im April 1943 von der Abwehr. Bedingung war, dass die DRUSCHINA in eine Brigade von Wlassows Russischer Befreiungsarmee (ROA) auf deutscher Seite umstrukturiert würde. Gil-Rodionow lehnte das jedoch ab und hatte dafür die Unterstützung der Partisanenkampfverbände der SS, wo er sich „bewährt“ hatte.
Ein Teil der vormaligen DRUSCHINA kam zur neuen Einheit „Udarnaja Brigade“ unter den vormaligen „Grauköpfen“ General Sergej Iwanow, Oberst Igor Sacharow und Oberst Konstantin Kromiadi und ging mit dem Hauptkommando Mitte als militärische Schutzeinheit nach Stremutka bei Pleskau und wurde dort auch für die militärische Aktivistenschulung und Einsatzvorbereitung auf russischer Seite beim Zeppelin-Kommando Mitte verantwortlich. Dort wurde die „Udarnaja Brigade“ zum 1. Gardebataillon der Russischen Befreiungsarmee (ROA) unter General Andrej Wlassow. ROA-General Georgi Schilenkow war für die Verbindung zu Wlassow verantwortlich. Bemerkenswert daran ist, dass das Gardebataillon Mitte 1943 dem von der Wehrmacht betreuten General Wlassow unterstand, de facto aber für den Schutz des Unternehmens Zeppelin der SS tätig war.
Nach der Verlegung des Zeppelin-Hauptkommandos Mitte von Glubokie nach Pleskau im Mai 1943 kam der verbliebene Teil der DRUSCHINA unter Gil-Rodionow erneut zur Partisanenjagd in Weißrussland. Die nunmehr als 1. Russische Nationalbrigade der SS bezeichnete Truppe wurde aus Zeppelin herausgelöst und unterstand zuletzt dem Chef der SS-Bandenkampfverbände Erich von dem Bach-Zelewski. Bei diesen Partisaneneinsätzen liefen erneut große Teile der Truppe im August 1943 zu den Partisanen über. Gil-Rodionow bildete dann in Kooperation mit den sowjetischen Partisanen die 1. Anti-Faschistische Partisanenbrigade.

#### Kosaken-Kompanie
Die Kosaken-Kompanie wurde im Zeppelin-Sonderlager Sachsenhausen aufgestellt und umfasste im September 1942 bereits 88 Mann. Ein geplanter Großeinsatz der Kosaken im Kaukasus kam wegen des schnellen deutschen Vormarsches nicht zustande. Darauf wurde die Kosaken-Kompanie dem Einsatzkommando 2 der Einsatzgruppe A zur Bekämpfung der Partisanen zur Verfügung gestellt, wo sie sich besonders "bewährte".

#### Kaukasier-Kompanie
Die zum Zeppelin-Kommando D bzw. zum Hauptkommando Süd gehörende Kaukasier-Kompanie war im Zeppelin-Vorlager für Kaukasier in Auschwitz aufgestellt worden. Die Leitung hatte Obersturmführer Helmut Hirthe, kaukasischer Einheitsführer war der Russlanddeutsche Walter Kehrer. Der Verband soll wiederholt an Kriegsverbrechen beteiligt gewesen sein.  Im Frühjahr 1943 lag der Verband in Simeis auf der Krim und war zum Küstenschutz am Asowschen Meer eingesetzt. Für Zeppelin als geeignet befundene Angehörige wurde von hier in die Ausbildungslager überstellt. Ende 1943 wurde die Einheit im Zeppelin-Lager Sandberge wieder in die kaukasische Gruppe von Zeppelin integriert.

#### Turkestaner-Kompanie
Aus den für Zeppelin-Einsätze vorgesehenen Turkestanern wurde bereits im Herbst 1942 im Vorlager Wolomin bei Warschau unter Hauptsturmführer Theodor Zinke ein turkestanischer Kampfverband formiert, die Turkestaner-Kompanie. Die propagandistische Schulung erfolgte mit Hilfe des usbekischen Exilpolitikers Veli Kajum. Die Einheit wurde 1943 ebenso wie die Kaukasier-Einheit zum Küstenschutz am Asowschen Meer eingesetzt. Nach dem militärischen Rückzug der Deutschen wurde die Einheit Ende 1943 im Zeppelin-Lager Sandberge aufgelöst.

### Der Umbau des Unternehmen Zeppelin Anfang 1943
Die Vorfälle im Lager Wissokoje und bei der DRUSCHINA Ende 1942 hatten weitreichende Konsequenzen für das Unternehmen Zeppelin. Die Zeppelin-Führung in Berlin musste feststellen, dass das Zersetzungsunternehmen Zeppelin selbst der Zersetzung ausgesetzt war. Das Unternehmen stand auf der Kippe, eine Neuorientierung war nötig. Bei einer Zeppelin-Tagung in Berlin am 12. Januar 1943 wurden weitreichende Beschlüsse für die Organisation des Unternehmens gefasst.
Gräfe hatte zusammen mit anderen Führern des Unternehmens beschlossen, die schwachen Kräfte in zwei Hauptkommandos zu bündeln und diese Hauptkommandos einheitlich zu strukturieren. Ein Hauptkommando sollte wie bisher im Bereich der Heeresgruppe Mitte bei der Einsatzgruppe B bestehen und den russischen Frontsektor abdecken und deshalb mit Russen und mit verlässlichen russischen Beratern wie Iwanow, Sacharow und Kromiadi arbeiten. Das zweite Hauptkommando war bei der Einsatzgruppe D für den Kaukasus und Mittelasien vorgesehen und sollte daher mit Kaukasiern und Turkestanern und deren politischen Führern arbeiten. Bei den Einsatzgruppen A und C verblieben nur kleine Zeppelin-Außenkommandos. Diese wurden an die beiden Hauptkommandos angebunden.
Zum Stab der neuen Hauptkommandos sollten neben dem Kommandoführer jeweils drei SS-Führer gehören, deren Verantwortungsbereich etwa analog zum Militär als Ia, Ib und Ic bezeichnet wurde. Der Ia war für das operative Geschehen und die Ausbildung zuständig und hatte eine Ersatzkompanie und eine sogenannte „Waffenschule“ zu betreuen. Letzteres war eine Tarnbezeichnung für die konspirative Einsatzvorbereitung bei Zeppelin. Der Ib war für die Ausrüstung und Verpflegung, Motorisierung, Unterbringung und Beutematerial verantwortlich. Der Ic war als Nachrichtenoffizier für die Nachrichtengewinnung zuständig, hatte Befragungen durchzuführen und die Agentenmeldungen auszuwerten. Er war somit auch für die Befragungen bei den Außenkommandos verantwortlich und verfügte dort über Erkundungstrupps. Außerdem stand er in Kontakt mit den Fronttruppenteilen der Wehrmacht.

#### Hauptkommando Zeppelin-Süd
Im März 1943 wurde aus dem Zeppelin-Kommando bei der Einsatzgruppe D das Hauptkommando Zeppelin-Süd unter der Führung von Sturmbannführer Rudolf Oebsger-Röder etabliert, bisher Chef von VI C/Z in Berlin. Von Oktober 1943 bis Sommer 1944 leitete dann Sturmbannführer Heinrich Fenner das Hauptkommando Zeppelin-Süd. Letzter Leiter des Hauptkommandos Süd, das 1944 aus zwei Teilkommandos bestand, war Sturmbannführer Hermann Hubig. Die anfängliche Gliederung war:
- Leitung: Sturmbannführer Rudolf Oebsger-Röder
- Ia: Sturmbannführer Hans Röhrich
- Ib: Sturmbannführer Johannes Kleinert
- Ic: Hauptsturmführer Heinrich Fenner[96]

Das besondere beim Hauptkommando Süd war, dass im Gegensatz zum Hauptkommando Nord 1943/44 beinahe ausschließlich mit Kaukasiern und Turkestanern gearbeitet wurde. Aus diesen Gründen waren wie zuvor beim Sonderstab Kaukasus von Zeppelin weiter eine Reihe von Beratern als Vertreter der diversen regionalen Volksgruppen beim Hauptkommando Süd im Einsatz. Am 28. April 1943 traf das Hauptkommando mit seinen Angehörigen in Berdjansk ein, wo es bis September 1943 blieb. Im Zuge des sowjetischen Vormarsches verlegte das Hauptquartier schrittweise nach Odessa, wo es im Dezember 1943 ankam. 1944 befand sich das Hauptkommando im rumänischen Galatz. Im Sommer 1944 erfolgte die Trennung des Hauptkommandos in die Teilkommandos Nordukraine unter Obersturmführer Hans Dressler und Südukraine unter Obersturmführer Helmut Brummerloh. Gemeinsamer Führer dieser beiden Kommandos war als Nachfolger von Heinrich Fenner der Sturmbannführer Hermann Hubig bis Oktober 1944.

#### Hauptkommando Zeppelin-Mitte bzw. Nord
Im März 1943 war aus dem Zeppelin-Kommando beim Sonderkommando B das Hauptkommando Mitte des Unternehmen Zeppelin entstanden. Sein Chef war Sturmbannführer Hans Schindowski. Am 14. Mai 1943 verlegte es seinen Sitz zur Einsatzgruppe A in das Lager Stremutka bei Pleskau (Pskow). Das Kommando wurde schließlich wegen der räumlichen Lage im Norden der Front am 29. Juli 1943 zum Zeppelin-Hauptkommando Nord, nachdem es bei der Heeresgruppe Nord und der Einsatzgruppe A verblieb und Heinz Gräfe die Namensänderung angeordnet hatte. Die neue Gliederung des Hauptkommando Nord war anfänglich:
- Leitung: Sturmbannführer Hans Schindowski, Otto Kraus
- Ia: Hauptsturmführer Eduard Schmidt
- Ib: Obersturmführer Erich Rasch
- Ic: Hauptsturmführer Gerhard Teich

Das Kommando Nord verlegte im November 1943 nach Riga, im September 1944 nach Kahlberg an der Frischen Nehrung und lag zuletzt ab Februar 1945 in Stolp in Pommern. Nach Auflösung des Hauptkommando Nord wurden die vorhandenen Unterlagen und Materialien in die Ausweichstelle des Unternehmen Zeppelin nach Marienbad im Egerland verbracht.
Stellvertreter von Kraus war der baltendeutsche Hauptsturmführer Theodor Girgensohn, der ebenso wie Kraus aus der lettischen NS-Bewegung kam und 1942 für das RSHA in die Umsiedlungspläne im Baltikum im Rahmen des Generalplan Ost eingebunden war. Girgensohn ertrank bereits im Juli 1943 beim Baden in Pleskau. Zum Kommando gehörte auch der Sturmbannführer Gerhard Hoins als Ausbildungsleiter. Für die Endausbildung der Agenten war Untersturmführer Georg Greife zuständig. Nachrichten- und Lageoffizier (Ic) war zunächst Hauptsturmführer Gerhard Teich. Nachfolger von Teich war Hauptsturmführer Hans-Adolf Handrack, der ebenso wie Kraus und Girgensohn dem engsten Zirkel der NS-Bewegung in Lettland angehört hatte.

Das Kommando arbeitete gut zusammen mit den Abwehrstellen des OKW, wie der vormalige Kommandeur des Hauptkommandos Nord, Otto Kraus, bestätigte:
„Sie [die Angehörigen der Abwehr] hatten mehr Erfahrung und wir mehr Phantasie“.

#### Hauptkommando Zeppelin-Mitte II
Im August 1944 wurde im ostpreußischen Ortelsburg (heute Szczytno/Polen) ein neues Hauptkommando Zeppelin-Mitte aufgestellt. Dort lag auch zugleich die Heeresgruppe Mitte. Das Kommando war bis zum Rückzug aus Ostpreußen im April 1945 aktiv. Leiter dieses Kommandos war ab Oktober 1944 Hauptsturmführer Heinz Unglaube. Leiter der Ausbildungslager in Rydzanny (Ruzhany, Belarus) und zuletzt in Marienbad war Untersturmführer Richard Schweizer, ein vormaliger Kollege von Heinz Unglaube beim SD in Tilsit.

## Exekutionen bei Zeppelin
Das Unternehmen Zeppelin war als Bestandteil von Sicherheitspolizei und des SD in den Gesamtkontext der Vernichtungspolitik im Osten eingebunden. Exekutionen kamen hier in drei Zusammenhängen vor: im Umfeld der an Partisaneneinsätzen beteiligten Zeppelin-Verbände, bei den Zeppelin-Kommandos und in den Zeppelin-Lagern und bei der Überstellung von Aktivisten in die Konzentrationslager. Die militärischen Verbände von Zeppelin kamen zur Bewährung gegen Partisanen zum Einsatz und erlebten so den realen Umgang der deutschen Besatzer mit der russischen Zivilbevölkerung. Obwohl die Aufgabe von Zeppelin grundsätzlich eine entsprechend gute Behandlung und Schulung der Freiwilligen erforderte, kam es auch bei den Zeppelin-Kommandos zu Exekutionen von Aktivisten und Hilfspersonal. Die Anzahl der Getöteten ist nicht zu ermitteln, jedoch sind inzwischen etliche Einzelfälle dokumentiert. Mit der engen Anbindung der Zeppelin-Kommandos an die Einsatzgruppen kamen SS-Angehörige zu Zeppelin, die selbst im Rahmen der Einsatzgruppen das Erschießen von Menschen als übliche Routine erlebt hatten. Die Hauptaufgabe der Einsatzgruppen war die physische Vernichtung der als Gegner betrachteten Menschen: Juden, Kommunisten, Kriminelle, geistig Behinderte, Oppositionelle, Partisanen usw.
Zeppelin-Aktivisten, die negativ auffielen, wurden so schnell zur Zielscheibe und rücksichtslos exekutiert, nicht zuletzt um Exempel zu statuieren. Die nachfolgenden Beispiele zeigen, dass insbesondere das Führungspersonal von Zeppelin für diese Vorgänge verantwortlich war. Ihnen oblag es, die Anordnung für Exekutionen zu beantragen oder zu treffen. Die meisten der inzwischen bekannten Dokumente, die das belegen, waren allerdings lange in sowjetischer Hand und unterlagen der Geheimhaltung für Spionagezwecke.
- 16. Juni 1942: Hans Schindowski beantragt die Erschießung eines volksdeutschen Wachmannes in Jablon durch eigene Kräfte.
- 12. Juli 1942: Ein entflohener Zeppelin-Aktivist jüdischer Abstammung wurde laut Lagebericht von Lothar Fendler vom Kommando Zeppelin bei der Einsatzgruppe A nach Vernehmung erschossen.
- 21. August 1942: Theodor Girgensohn meldet die Exekution eines Aktivisten wegen Diebstahls durch andere Aktivisten auf eigene Anordnung.
- 19. September 1942: Das Zeppelin-Kommando D unter Walter Kurreck meldet die beabsichtigte Erschießung von 3 Aktivisten, die einer NKWD-Zelle angehört haben sollen.
- 2. Dezember 1942: Zeppelin-Leiter Oebsger-Röder erklärt nach den Vorfällen in Wissokoje: „Es besteht Übereinstimmung, dass eindeutig festgestellte Zersetzungserscheinungen sofort durch Sonderbehandlung der überführten Personen zu bereinigen sind.“
- 16. Dezember 1942: Freiherr von Lepel bittet um Abschaffung von 45 Mann der DRUSCHINA, die bei erwiesener Verratstätigkeit durch Ermordung erfolgen soll.
- 3. Januar 1943: Martin Kurmis meldet, dass eine Front-Durchschleusung durch das Zeppelin-Kommando der EGr A wegen Ängstlichkeit des Aktivisten scheiterte. Da er als Geheimnisträger galt, wurde er ermordet.
- 15. April 1943: Ein im Turkestaner-Lager aufgeflogener Jude wurde auf Weisung von Walter Kurreck laut Meldung von Heinrich Fenner in das KL Auschwitz zur Ermordung überstellt.[104]

Neben diesen bislang meist unbekannten Einzelmaßnahmen gab es systematische Massentötungen beim Unternehmen Zeppelin. Nach den Desertionen bei der DRUSCHINA und der Meuterei im Lager Wissokoje gehörten Morde an Aktivisten zur Systematik bei Zeppelin. Als Folge dieser Ereignisse gab das Referat VI C 1 des RSHA unter dem Aktenzeichen B.Nr. 54120/42 am 1. Dezember 1942 einen geheimen Vernichtungsbefehl heraus. Der Befehl als solches ist bisher nicht in den erhaltenen Dokumenten aufgetaucht. In einem bekannten Bezugsschreiben, dass sich auf diesen Befehl bezieht, geht es lediglich um kranke Aktivisten. Jedoch dürfte der Befehl des RSHA umfänglicher gewesen sein. Der Befehl betraf offensichtlich auch andere als „ungeeignet“ eingeschätzten Aktivisten, wie Deserteure, Aufwiegler, Straftäter und Geheimnisträger. Von Bedeutung ist, dass dieses Dokument nicht vom Sonderreferat VI C/Z selbst, sondern vom übergeordneten Referat VI C 1 kam. Die Referatsgruppe VI C 1–3 wurde zu dieser Zeit von Erich Hengelhaupt geleitet. Das Referat VI C 1 befasste sich mit Personal, Wirtschaftsfragen und Verwaltungsthemen. Die Leiter der Referate VI C 1 wie auch VI C/Z mussten während der Gültigkeitsdauer dieses Befehls als Urheber der Mordaktionen betrachtet werden, ebenso wie Hengelhaupt. Im Düsseldorfer Zeppelin-Verfahren 1963 waren die Angehörigen dieser Referate deshalb Gegenstand der Ermittlungen.
Walter Schellenberg, der Amtschef VI des Auslands-SD, musste sich deshalb bereits beim Nürnberger Kriegsverbrechertribunal 1946/47 für die Verbrechen im Unternehmen Zeppelin verantworten. Dem Tribunal lag eine Aussage des KZ-Häftlings Kazimierz Smolen vor. Smolen schilderte, dass im Block 11 des KL Auschwitz auch Exekutionen von Angehörigen des Unternehmen Zeppelin geschahen:
„Wenn ich mich richtige erinnere, begannen die Einlieferungen und die Exekutionen von „Zeppelin“-Angehörigen 1942 und endeten im Lauf des Jahres 1944. Vorsichtig geschätzt betrug die Anzahl der Leute, die in dieser Periode einzeln oder in Gruppen bis zu zehn Personen eingeliefert wurden insgesamt etwa 200. Nach der Einlieferung hat keine dieser Personen den Block 11 wieder verlassen; sie wurden innerhalb von vier bis fünf Tagen durch einen Schuss ins Genick getötet.“ 
Zudem befand sich von März 1942 bis April 1943 in Auschwitz selbst ein Vorlager des Sonderkommandos Zeppelin, in dem kaukasische Gefangene auf ihren möglichen Einsatz als Zeppelin-Aktivisten ausgesucht wurden. Leiter dieses Sonderkommandos war Obersturmführer Guido Huhn, der laut Akten im Januar 1943 gebeten wurde, die Ermordung von Breslauer Aktivisten in Auschwitz zu veranlassen.
Walter Schellenberg bestritt in Nürnberg jede Verantwortung für diese Morde und erklärte, dass seine Untergebenen auf eigene Initiative gehandelt hätten. Das konnte zwar nicht widerlegt werden, dennoch wurde er wegen seiner Gesamtverantwortung für Zeppelin in den Anklagepunkten 5 (Kriegsverbrechen, Verbrechen gegen die Menschlichkeit) und wegen seiner Führungsrolle beim SD im Anklagepunkt 8 (Mitglied in einer verbrecherischen Organisation) schuldig gesprochen. Er erhielt sechs Jahre Haft.
Die erhaltene Korrespondenz und die Aussagen des Auschwitz-Häftlings Smolen führten erst 1963 zum „Zeppelin-Verfahren“ gegen vormalige Angehörige des Unternehmen Zeppelin in Düsseldorf, die russische Aktivisten in Auschwitz ermorden ließen. In diesem Zusammenhang führte auch die Zentrale Stelle der Landesjustizverwaltungen in Ludwigsburg ein Zeppelin-Verfahren gegen Angehörige des Unternehmens Zeppelin. Beide Verfahren lösten zwar Ermittlungen aus, jedoch kam es zu keinen Verhandlungen.

## Operationen
Am 25. Juni 1942 war die Vorbereitungsphase des Unternehmens soweit abgeschlossen, dass erste Operationen gestartet werden konnten. Mit Stand 21. September 1942 hatte Zeppelin bereits 104 Aktivisten in kleinen Gruppen von 3 bis 5 Mann zum Einsatz gebracht:
- Kommando D - Kaukasus (Grosny, Baku, Mahatschkala, Ordschonikidse), 92 Aktivisten
- Kommando A - Nordfront (Leningrad), 11 Aktivisten
- Kommando C - Stalingrad, 1 Aktivist
- Kommando B - 66 Aktivisten waren bereit für die Einsatzräume Gorki, Kuybishew, Kasan usw., konnten aber wegen fehlender Flugzeuge nicht eingesetzt werden.[108]

Durch Treibstoffmangel bei den zur Unterstützung abkommandierten Luftwaffeneinheiten wurden die Zeppelin-Kommandos in ihrer Beweglichkeit eingeschränkt. Qualitätsmängel bei den Funkgeräten verhinderte die Kommunikation der Agenten mit der Zentrale des Unternehmens Zeppelin.
De facto waren die Hauptkommandos des Unternehmens Zeppelin immer auf die Unterstützung der Aufklärungskommandos der Abwehr angewiesen. Dies betraf sowohl die Überstellung von Gefangenen als auch die Informationsgewinnung zur Vorbereitung von Einsätzen. Praktisch vor jeder Zeppelin-Mission wurden daher die benachbarten Kommandos und Trupps der Abwehr über die Lage im sowjetischen Hinterland konsultiert. Nach der im Frühjahr 1944 erfolgten Überstellung der Abwehr unter die Befehlsgewalt des SD führten die nunmehrigen Frontaufklärungskommandos (FAK) und Zeppelin-Kommandos dann auch gemeinsame Einsätze aus.
Heinz Gräfe bilanzierte im Februar 1943, dass die Nachrichtengewinnung der Zeppelin-Agenten zufriedenstellend sei. Jedoch brächten die Zersetzungs- und Sabotagetätigkeit aufgrund der umfassenden Überwachungstätigkeit des NKWD und der Spionageabwehr „Smersh“ der Roten Armee keine Erfolge. Er ordnete deshalb eine Reduktion der Zeppelin-Einsätze auf Nachrichtenbeschaffungsmissionen an. Als Ersatz für die Zeppelin-Sabotagemissionen wurde der SS-Sonderverband z. b. V. „Friedenthal“ unter SS-Hauptsturmführer Otto Skorzeny von der Amtsgruppe RSHA VI S ins Spiel gebracht. Außerdem gliederte man im September 1942 einen Teil des Havel-Instituts (Gruppe VI F des RSHA) dem Unternehmen Zeppelin an. Beim Havel-Institut gab es im Referat VI F H unter Sturmbannführer Peter Siepen eine kleine Abteilung, die für Zeppelin zuständig war. Die Aufgabe der von Peter Siepen geleiteten Einrichtung war die Entwicklung leistungsfähigerer Agentenfunkgeräte.
Tatsächlich wurde eine große Zahl von Zeppelin-Agenten nach dem Erreichen ihres Zielgebietes vom NKWD oder von „Smersh“ verhaftet und in vielen Fällen dazu benutzt, den SD in sogenannten Funkspielen zu täuschen und so weitere deutsche Agenten in die Falle zu locken. Zusätzlich erhielt Zeppelin Desinformationen über die militärische Situation in der Sowjetunion, was zu einer Verfälschung des Feindlagebildes führte. Dennoch gelangen Zeppelin-Agenten auch Erfolge. So konnten antisowjetische Widerstandsgruppen im Kaukasus und Transkaukasus aufgebaut werden. Laut Walter Kurreck kehrten einige Zeppelin-Agenten nach beendeter Mission mehrfach zu den SD-Dienststellen zurück oder sendeten über fast drei Jahre hinweg nützliche Meldungen. Allerdings waren das in den meisten Fällen sowjetische Funkspiele.

### Unternehmen "Josef" / Russisches Funkspiel "Zagadka" (Rätsel)
Viktor Butyrin war gefangengenommener Russe, der bereit war, für die deutsche Abwehr Aufklärung in Leningrad zu betreiben. Allerdings war er ein klassischer Doppelagent der sowjetischen Militäraufklärung, die ihn zu den Deutschen geschickt hatte. Butyrin gelang es im Oktober 1942 bei Riga den jungen Letten Nikoilai Yuriew für die Sowjets anzuwerben. Butyrin gab an, er habe einen Verwandten in hoher Position in Moskau, der mit Geld käuflich wäre. Die Deutschen sahen die Möglichkeit, ein Attentat auf einen sowjetischen Volkskommissar auszuführen. Für solche Operationen war aber der SD zuständig, weshalb die Abwehr Butyrin und Yuriew zum Zeppelin-Kommando der Einsatzgruppe A in Pleskau unter Martin Kurmis überstellte. Die beiden sollten daraufhin nach Moskau gehen und den Verwandten von Butyrin anwerben. Auf deutscher Seite erhielt die Operation den Decknamen „Josef“. Sturmbannführer Walter Kurreck vom Sonderreferat Zeppelin im RSHA stellte den beiden frei, ein Attentat auf jedes mögliche Mitglied der sowjetischen Regierung durchzuführen. Am 19. Juni 1943 wurden die beiden „Josef“-Männer per Fallschirm im Raum Moskau abgesetzt. Bereits am nächsten Tag meldeten sich beide beim Inlandsgeheimdienst NKWD und erklärten, welchen Auftrag ihnen die Deutschen gegeben hatten. Nach gründlicher Überprüfung wurde danach ein Funkspiel gegen die Deutschen aufgesetzt. Dieses Funkspiel erhielt den russischen Namen „Zagadka“, zu Deutsch „Rätsel“. Der Hauptmann Grigori Grigorenko von der 3. Abteilung Smersh übernahm das Funkspiel und die Rolle der beiden „Josefs“.

Auf deutscher Seite wurde das Unternehmen „Josef“ hoch gelobt:
„In Gesprächen mit dem Stab der Auswertungsabteilung hörte ich ständig, dass “Josef“ die beste Agentengruppe ist. Bis Juli 1944 brachte die Gruppe „Josef“ wertvolle Informationen, die an den Leiter des Sicherheitsdienstes Kaltenbrunner und wohl auch an Himmler berichtet wurden.“
Mit Hilfe des Funkspiels „Zagadka“ gelang es Smersh, noch zwei weitere Zeppelin-Agenten anzulocken, die Devisen, Dokumente und Funkausrüstung für die Gruppe „Josef“ nach Moskau bringen sollten. Am 30. März 1944 schickte das Hauptkommando Nord zunächst den Untersturmführer Alois Halfe. Halfe sollte zusammen mit den „Josefs“ die Vorbereitungen zum 1. Mai 1944 in Moskau erkunden. Bei Zeppelin nahm man an, dass sich hier eine Gelegenheit für einen Anschlag ergeben könnte. Halfe wurde jedoch bereits am nächsten Tag von den sowjetischen Sicherheitsorganen festgesetzt und gezwungenermaßen in das Funkspiel eingebunden. Die Verantwortlichen bei Zeppelin hatten zwar Verdacht geschöpft, aber der Erfolgsdruck war zu hoch, um nicht doch noch am 19. Juli 1944 Iwan Borodavko per Fallschirm abzusetzen. Auch er wurde umgehend nach seiner Landung festgenommen.
Das Funkspiel lief danach noch einige Zeit weiter, bis es schließlich Anfang 1945 endgültig zum Erliegen kam. Alois Halfe wurde am 27. Januar 1945 zum Tode verurteilt und erschossen. Iwan Borodavko wurde zu 15 Jahren Zwangsarbeit verurteilt. Nikolai Yuriev wurde 1945 zu 10 Jahren Zwangsarbeit verurteilt. Lediglich der sowjetische Doppelagent Viktor Butyrin kam ungeschoren davon. Der für das Funkspiel verantwortliche Grigori Grigorenko brachte es bis zum Generaloberst im KGB. Er leitete von 1969 bis 1983 die Spionageabwehr des KGB und wurde stellvertretender KGB-Chef.

### Unternehmen "Ulm"
1943 war die Kriegslage an der Ostfront für die deutsche Armee kritisch geworden. Die sowjetische Rüstungsindustrie konnte am Ural ungehindert produzieren. Die SS-Geheimdienstler von Zeppelin planten deshalb 1943, die sowjetische Schwerindustrie am Ural im Rahmen des Unternehmens „Ulm“ zu sabotieren, um die Panzerproduktion zu stoppen. Im Sonderlager „L“ von Zeppelin hatte man die kritischen Faktoren der sowjetischen Rüstungsindustrie identifiziert und als Ziele die Stahlwerke in Magnitogorsk und die Panzerproduktion in Nischni-Tagil ausgemacht. Die Stromversorgung dieser Anlagen war der kritische Faktor, denn ihre Unterbrechung würde den geschmolzenen Stahl in den Hochöfen erkalten lassen und diese für lange Zeit unbrauchbar machen. Das Unternehmen „Ulm“ leitete der exilrussische Hauptsturmführer Michail Semenow. Semenow war 1943 zu Zeppelin gelangt und scharte für „Ulm“ in Breslau-Oswitz 50 Mann um sich, von denen die ersten Aktivisten bereits im Mai 1943 in Pleskau eintrafen. Einer war der SS-Oberscharführer Pawel Sokolow:
„Unsere Abteilung wurde Gruppe ‚Ulm‘ genannt. Nach den Plänen unserer Führung, inspiriert von der unerschöpflichen Vorstellungskraft von Semenow, wurde die Gruppe ‚Ulm‘ beauftragt, im Ural in kleinen Gruppen (Troikas) per Fallschirm zu landen, um sich entlang geplanter Routen zu bewegen. In ständigem Kontakt mit der Zentrale sollten dann zu einer bestimmten Zeit gleichzeitig die Hochspannungsleitungen zur Energieversorgung der Industrie des Uralgebiets ausgeschaltet werden.“
Diese Pläne blieben dem sowjetischen Geheimdienst nicht verborgen. Bereits am 13. Oktober 1943 erhielt der Auslandsgeheimdienst NKGB entsprechende Hinweise. Sie stammten vom britischen Geheimdienst, der in der Lage war, deutsche Funksprüche zu entschlüsseln. Diese Tatsache wurde zwar auch den Russen gegenüber verheimlicht, jedoch hatten die Sowjets Doppelagenten bei den Briten. John Cairncross übermittelte die deutschen Planungen zum Unternehmen „Ulm“ an die Sowjets. Russischen Partisanen war es außerdem am 1. Januar 1944 gelungen, den russischen Chefausbilder von Zeppelin, Wladimir Gurjanow alias Laschkow in Pleskau zu entführen. Gurjanow-Laschkow wurde verhört und die bei ihm gefundenen Unterlagen ausgewertet. Mit Hilfe dieser Informationen erlangten die sowjetischen Abwehrorgane weitere Details zur Operation „Ulm“.
Inzwischen hatte Zeppelin-Nord die Planungen für „Ulm“ finalisiert und die russischen Aktivisten in zwei Gruppen aufgeteilt. Die erste Gruppe bestand aus sieben Mann und sollte am 18. Februar 1944 östlich der Stadt Kizel abgesetzt werden. Hier verlief die 110-KV-Starkstromleitung zum Industriegebiet Tagilo-Kuschwinski. Im Zielgebiet gab es heftige Schneestürme und so wurde die Gruppe weit entfernt in den Wäldern der Taiga nordwestlich von Perm verstreut. Lediglich drei Aktivisten überlebten den Absprung und wurden im Juni 1944 vom NKWD gestellt. Nachdem die erste Gruppe sich nicht über Funk meldete, blies man den geplanten Einsatz der zweiten Gruppe ganz ab.

### Unternehmen "Nordbahn" / Russisches Funkspiel „Podryvniki“ (Sprengmeister)
Beim Unternehmen Zeppelin war 1943 ein Masseneinsatz von Hunderten von ausgebildeten Agenten im Raum Wologda - Archangelsk geplant. Der erste Akt begann im Herbst 1943 mit dem Absetzen von zwei Agentengruppen des Hauptkommandos Nord in der Region Wologda. Die deutschen Kriegsgefangenen in den dortigen Lagern sollten befreit und die übrigen Häftlinge zum Aufstand aufgestachelt werden. Hauptziel war die strategisch wichtige Eisenbahnlinie von Archangelsk in das Herz Russlands. Auf ihr wurde die Rüstungshilfe aus den USA und Großbritannien nach Süden transportiert.
Die Sowjets hatten erneut auf dem Umweg über die Briten davon erfahren, nachdem ein verschlüsselter Funkspruch von Sturmbannführer Otto Kraus an den Leiter des Zeppelin-Referats Walter Kurreck bekannt wurde. Danach hatte Kraus ein Flugzeug für den Transport von 50 Saboteuren für ein geplantes Unternehmen im Oktober 1943 angefordert.
Alle zehn abgesetzten Agenten der ersten beiden Gruppen wurden von den sowjetischen Sicherheitsorganen gestellt. Nachdem einer der Aktivisten die deutschen Pläne und Funkcodes offenbarte, nahm die Spionageabwehr „Smersh“ ein Funkspiel mit Zeppelin-Nord auf, dass den Namen „Podryvniki“ (Sprengmeister) erhielt. Man wollte mit diesem Funkspiel die noch ausstehenden anderen Agenten in eine Falle locken und so die deutschen Kräfte binden und schwächen. Die Deutschen wurden zunächst per Funk über die sichere Landung der zweiten Gruppe informiert. Der damalige Einsatzleiter von Zeppelin-Nord, Hauptsturmführer Eduard Schmidt gab schließlich den weiteren Einsatz frei. Am 28. Oktober folgte dann eine große Gruppe von 14 Agenten, die mit den vereinten Kräften von NKWD, NKGB und Smersh festgesetzt wurde. Am 11. November setze Zeppelin noch einmal drei Agenten als Nachzügler in der Region ab. Auch diese wurden schnell gestellt. Am 3. Mai 1944 schickte Zeppelin weitere zwei Agenten und zusätzliche Ausrüstung, um die vermeintlich erfolgreiche Gruppe zu verstärken.

Diese weitere Verstärkung wurde tatsächlich im September 1944 auf den Weg gebracht. Dafür setzte man auf Seite von Zeppelin einige Agenten jener zweiten Gruppe des Unternehmens „Ulm“ ein, die nicht mehr zum Einsatz gekommen war. Pawel Sokolow aus dieser Gruppe hat den Einsatz beschrieben:
„Anfang September rief mich Greife“ [gemeint ist Georg Greife, Ausbilder bei Zeppelin-Nord] „und teilte mir die baldige Entsendung meiner Gruppe mit. Dann skizzierte er die Aufgabe: Ich sollte in das Gebiet zwischen Archangelsk und Wologda fliegen, wo laut Greife seit langem eine der aktivsten Gruppen operierte. Sie kontrollierte die Strecke Archangelsk-Moskau, auf der die Militärhilfe aus den Vereinigten Staaten und England floss. In letzter Zeit habe die Aktivität der bis zu 70-köpfigen Gruppe merklich nachgelassen. Man argwöhnte, die Gruppe wolle das Kriegsende abwarten und den deutschen Geheimdienst wie eine Kuh melken. Wir sollten die Gruppe überprüfen, ihre Arbeit neu organisieren und Kontakte zu deutschen Kriegsgefangenenlagern im Bezirk herstellen sowie Gegenmaßnahmen zu den Aktivitäten des antifaschistischen Komitees Freies Deutschland treffen." 
Die von Sokolow angeführte Agentengruppe kam schließlich in der Nacht vom 14. auf den 15. September 1944 zum Einsatz und landete wie vorgesehen im Zielgebiet. Dort wartete bereits eine Gruppe von Smersh auf ihre Ankunft und konnte sie nach kurzer Zeit festsetzen. Alle drei Fallschirmagenten gaben bereitwillig Auskunft über ihre Mission und auch über die verabredeten Funkcodes. Das Funkspiel dürfte danach noch eine Weile fortgesetzt worden sein.
Pawel Sokolow erhielt 10 Jahre Lagerhaft. Danach lebte er als Sprachlehrer in Krasnojarsk, bekleidete öffentliche Ämter und schrieb 1991 unter dem Eindruck von Glasnost und Perestroika in der auseinanderfallenden Sowjetunion seine Memoiren, die von der mittlerweile in Russland verbotenen Organisation „Memorial“ ins Internet gestellt wurden.

### Attentat auf Stalin / Russisches Funkspiel "Tuman" (Nebel)
Der aus der Ukraine stammende ehemalige Leutnant der Roten Armee, Pjotr Shilo, der sich Pjotr Tawrin nannte, war 1942 in deutsche Gefangenschaft geraten. Er wurde vom „Unternehmen Zeppelin“ angeworben. Im September 1943 begann seine Ausbildung für ein geplantes Attentat gegen Josef Stalin in Pleskau, die dann in Riga fortgesetzt wurde. Mit Lidia Adamitschewa hatte Shilo inzwischen eine Partnerin, die er auf Anraten von Zeppelin-Nord-Chef Otto Kraus heiratete. Getarnt als Major von „Smersh“ sollte er zusammen mit seiner Frau nach Moskau eingeschleust werden, um Stalin zu ermorden. Doch das Unternehmen wurde anscheinend verraten. Der sowjetischen Militärabwehr „Smersh“ war das Vorhaben in Umrissen durch Funksprüche einer Agentin aus Berlin bekannt geworden. Ein Kassiber aus dem Umfeld von RSHA VI C wurde chiffriert und nach Moskau gefunkt. Am nächsten Morgen bereits habe die Meldung auf dem Tisch des Leiters der Hauptverwaltung für Gegenspionage „Smersh“ gelegen. „Smersh“ hatte darauf die Gegenoperation „Abfang“ ausgearbeitet. Die Quelle in Berlin wurde nie identifiziert.
Anfang Juli 1944 startete das Zeppelin-Hauptkommando Nord eine Operation mit dem Ziel, das Attentat auf Stalin zu verüben. Die Agenten Pjotr Schilo (Deckname Politow) und die nunmehrige Lidia Schilowa wurden mit einem Flugzeug vom Typ Ar 232 B bei Nacht zu einem ehemaligen deutschen Feldflugplatz bei Moskau gebracht und dort abgesetzt. Nachdem das Flugzeug bei einer Bruchlandung im Raum Smolensk beschädigt wurde und nicht mehr starten konnte, fuhren die beiden Agenten mit dem dafür vorgesehenen Beiwagenmotorrad in Richtung Moskau. Sie wurden an einem Kontrollposten 15 Kilometer vor Moskau festgenommen. Die beiden mussten nach ihrer Festnahme noch bis kurz vor Kriegsende auf Anordnung von „Smersh“-Chef Abakumow ein Funkspiel namens „Tuman“ (Nebel) mit dem „Unternehmen Zeppelin“ mitmachen, um weitere Agenten in eine Falle zu locken. Die Deutschen fielen aber nicht darauf herein. Erst 1952 wurden beide „Zeppelin-Agenten“ erschossen. Die ebenfalls gefangengenommene fünfköpfige Flugzeugbesatzung war bereits am 22. September 1945 hingerichtet worden.
Fotos von der Ausrüstung Schilos sowie der Ar 232 B wurden später von den sowjetischen Sicherheitsbehörden als Beweis für das geplante Attentat veröffentlicht. Der ukrainische Autor Igor Lander hat über diese Operation ein Buch geschrieben und dazu die Akten des KGB ausgewertet. Darin sind viele Fotos enthalten, die Georg Greife während der Ausbildung der beiden Attentäter aufgenommen hat. Die Bilder sind aus dem Besitz von Greife auf unbekannten Wegen in die Hände des KGB geraten.

### Das Georgien-Unternehmen "Vera" / Russisches Funkspiel "Razgrom" (Debakel)
Georgien war ein besonderer Schwerpunkt für Zeppelin, weil man sich von einem Volksaufstand in Georgien Auswirkungen auch auf die sowjetische Führung unter Josef Stalin und die Geheimdienst-Chefs Lawrenti Beria und Wsewolod Merkulow erhoffte, die alle Georgier waren. Zeppelin war es mit Unterstützung des georgischen Exilpolitikers Michael Kedia gelungen, im ersten Halbjahr 1943 drei Hauptgruppen in Georgien zu installieren, die mit Berlin per Kurier oder Kurzwellenfunk in Verbindung standen. Die Chiffrierarbeit in georgischer Sprache für die Funker wurde bei Zeppelin in Berlin von Kedias rechter Hand Alexander Tsomaja geleistet.
Im Mai 1943 meldete Obersturmführer Guido-Horst Huhn, Chefausbilder bei Zeppelin-Süd in Berdjansk, allerdings erhebliche Auflösungserscheinungen bei den georgischen Aktivisten. Nach der Festnahme von zehn georgischen Instrukteuren, glaubte man, Ruhe zu haben. Huhn hatte jedoch den Aktivisten Shota Kojava übersehen, der pro-sowjetisch unter den Aktivisten agitierte und bei dem ersten danach von Operationschef Hans Röhrich im August 1943 gestarteten Einsatz „Vera-I“ als Leiter der abgesetzten Gruppe von sieben Aktivisten sich sofort den sowjetischen Organen ergab. Mit Hilfe von Kojava wurde das Funkspiel „Razgrom“ (Debakel) auf sowjetischer Seite aufgesetzt. Diesem Funkspiel fielen auch die folgenden Zeppelin-Gruppen „Vera II“ (5 Aktivisten) und „Vera III“ (6 Aktivisten) zum Opfer. 7 Aktivisten wurden zum Tod verurteilt, die anderen zu Haftstrafen. Das Funkspiel war tatsächlich ein Debakel für Zeppelin, denn die gesammelten Aussagen der Aktivisten brachten der sowjetischen Spionageabwehr einen sehr guten Überblick über die Agenteneinsätze und die Ausbildung der nach Transkaukasien, den Nordkaukasus und die zentralasiatischen Sowjetrepubliken entsandten Zeppelin-Gruppen. Insgesamt wurde eine detaillierte Liste von 154 Personen erstellt, die sowohl kaukasisches wie auch deutsches Personal von Zeppelin enthielt.

### Das Georgien-Unternehmen "Mainz" / Russisches Funkspiel "Podpolye" (Untergrund)
Nach dem Scheitern der Kaukasus-Offensive und den vielen oft fehlgeschlagenen Fallschirm-Einsätzen von Abwehr und SD hatte der georgische Chefberater Michael Kedia den Zeppelin-Chef Heinz Gräfe davon überzeugt, dass Einschleusungs-Operationen nach Georgien auf dem Landweg über die Türkei erfolgversprechender seien und dabei auf die langjährigen Erfahrungen der Georgier verwiesen.
Im Anschluss daran bereitete der erfahrene Aktivist David Erkomaischwili die folgende Operation „Mainz I“ vor. Sie wurde unter seiner Führung ausgeführt. Der Georgier Leon Pataridze war bei Mainz-I dafür vorgesehen, eine zentrale Geheimorganisation in ganz Georgien zu schaffen. Pataridze und Erkomaischwili überquerten erst Ende Oktober 1943 die Grenze der Türkei nach Georgien. Bereits im November 1943 wurde Pataridze von den sowjetischen Sicherheitsorganen verhaftet und zu einem weiteren Funkspiel gezwungen, dass im Januar 1944 unter dem Decknamen „Podpolye“ (Untergrund) anlief. Bei Zeppelin wurde das nicht bemerkt. Das Unternehmen Mainz I war also von Anfang an infiltriert, aber die Deutschen wussten das nicht und schickten weitere Agenten, die Kontakt zu Pataridze aufnehmen sollten. Damit war die Operation Mainz-I ein kompletter Fehlschlag. Die Deutschen hingegen feierten die Operation als großen Erfolg und glaubten an die Existenz einer Untergrundbewegung in Georgien.
Im Frühjahr 1944 ging Erkomaischwili zum Unternehmen „Mainz II“ erneut nach Georgien und erhielt neue Informationen zur Opposition in Georgien. Anfang Juni 1944 kehrte Erkomaischwili in die Türkei zurück und berichtete, Pataridze sei in der Lage gewesen, wichtige Kontakte zu Widerstandsgruppen zu knüpfen. Pataridze übermittelte Informationen über den gesamten Kaukasus und prahlte damit, sogar Informanten in Moskau zu haben. Der Bericht, den Erkomaischwili nach seiner Rückkehr schrieb, war bemerkenswert vollständig und detailliert und enthielt Angaben zur wirtschaftlichen, politischen und militärischen Lage der Sowjetunion. Der Bericht enthielt Informationen über die Beziehungen zwischen dem georgischen Untergrund und anderen Widerstandsgruppen in der UdSSR, die Namen der Parteiführer mit oppositioneller Einstellung, eine Beschreibung der Methoden der sowjetischen Propaganda, insbesondere die Verwendung nationaler und religiöser Strömungen; Einzelheiten zum Konflikt zwischen Beria und Stalin in der Frage des Nationalismus. Die Deutschen waren begeistert. Dass sie auf ein Funkspiel hereingefallen waren, wurde offensichtlich nicht erkannt. Die Angaben zu den „Unternehmen Mainz I und II“ stammen von Gerhard von Mende, dem Abteilungsleiter Fremde Völker im Ostministerium, der das Unternehmen Zeppelin zusammen mit Michael Kedia eng begleitet hatte und nach dem Krieg eine Zusammenfassung dazu schrieb.

### Persien-Einsätze
Der von Briten und Sowjets 1941 besetzte Iran war das Ziel gemeinsamer Operationen von SD und Abwehr. Das Besondere an diesen Einsätzen war, dass überwiegend deutsche Agenten statt einheimischer Freiwilliger zum Einsatz kamen. Insbesondere die alliierten Waffentransporte über iranische Häfen und Bahnstrecken in die Sowjetunion sollten analog zu den Zeppelin-Einsätzen im Norden der Sowjetunion unterbrochen werden. Heinz Gräfe von der Gruppe RSHA VI C nutzte dafür das ihm unterstellte Persien-Referat (VI C 12) unter Kurt Schuback und dessen Stellvertreter Heinz Tunnat. Gräfe sprach die Einsätze zudem mit der Abwehr II ab.
In Persien sollten jetzt in Anbetracht der Kriegslage lokale Stämme wie die Qaschqai dabei unterstützen, Sabotage zu begehen. SD und Abwehr hatten in Persien bereits mehrere Agenten stationiert. Das waren die SD-Offiziere Roman Gamotha und Franz Mayr sowie der Abwehr-II-Offizier Bernhardt Schulze-Holthus. Zu Gamotha bestand kein Kontakt mehr, aber für Mayr und Schulze-Holthus entsandte Gräfe Sabotage-Trupps. Der für Mayr bestimmte Truppe geriet alsbald im August 1943 in Gefangenschaft. Der zweite Sabotagetrupp unter dem Zeppelin-Hauptsturmführer Martin Kurmis, der für Schulze-Holthus bestimmt war, erreichte zwar sein Ziel am 17. Juli 1943. Ohne die weitere Unterstützung der Qaschqai gerieten die Deutschen jedoch am 23. März 1944 in britische Gefangenschaft. Somit schlugen auch diese Einsätze fehl.
Roman Gamotha diente nach 1945 den Sowjets in Ägypten, ehe er 1952 in Moskau erschossen wurde. Kurmis beging 1944 in Teheran Selbstmord. Mayr entkam wiederholt aus Gefangenschaft, nannte sich dann Peter Studer-Mayr und wurde Waffenhändler in Hamburg. Schulze-Holthus schrieb seine Erfahrungen 1952 in dem Buch „Frührot im Iran“ nieder.

## Die Bedeutung des Unternehmens Zeppelin

### 1942 – 1945
Zeppelin war ursprünglich als Masseneinsatz konzipiert und sollte mit Hilfe der Propaganda die Moral der sowjetischen Truppen zersetzen, Rotarmisten zum Überlaufen bewegen und Aufstände gegen die sowjetische Regierung insbesondere bei den nichtrussischen Volksgruppen auslösen und so die Front entlasten. Mit Hilfe strategisch angesetzter Sabotageunternehmen sollte ferner die sowjetische Führung ausgeschaltet, die Rüstungsindustrie getroffen und die westliche Militärhilfe unterbrochen werden. Alle diese Ziele wurden verfehlt. Die Ursachen dafür waren:
- Der geplante Masseneinsatz kam nie zustande, weil weder genügend ausgebildete Aktivisten noch genügend Transportkapazitäten verfügbar waren.
- Der Kriegsverlauf ließ die Motivation der Aktivisten drastisch sinken, denn Zeppelin konnte nur funktionieren, solange Deutschland eine Aussicht auf einen Sieg im Osten hatte.
- Die Konkurrenzkämpfe innerhalb der SS wie auch die mit der Abwehr behinderten Zeppelin ständig. Erst sahen die Einsatzgruppenchefs Zeppelin als Störfaktoren an, dann übertrug man die frontnahen Sabotageaufgaben von Zeppelin auf Otto Skorzeny und dessen Sabotage- und Jagdverbände.
- Die reale Behandlung der russischen Kriegsgefangenen entsprach in keiner Weise den deutschen Versprechungen, die den Aktivisten eine Befreiung der Heimat suggerierte. Ein typisches Beispiel dafür war die Herausgabe der Propagandaschrift „Der Untermensch“.
- Den SS-Angehörigen war jahrelang eingetrichtert worden, dass der jüdische Bolschewismus der Hauptfeind sein. Nun wurde von diesen Leuten verlangt, russische Aktivisten zuvorkommend zu behandeln. Diesen geistigen Spagat konnten viele Angehörige von Zeppelin nicht vollziehen.
- Das deutsche Personal bei Zeppelin war meist wenig motiviert. Zeppelin ermöglichte dem deutschen SS-Führungspersonal, sich weitgehend aus der Gefahrenzone von Kampfhandlungen herauszuhalten und ein unbeschwertes Etappenleben auf Kosten der Freiwilligen zu führen, die ihren Kopf für die Deutschen hinhalten sollten.
- Die vermeintlichen Erfolge von Zeppelin wurden weit überhöht dargestellt, während die sichtbaren Pannen heruntergespielt wurden. Beides geschah, um die eigene Position nicht in Frage zu stellen.
- Die vielen Aktivisten, die in die Hände der sowjetischen Abwehrorgane gerieten, lieferten der sowjetischen Seite viele Informationen über Zeppelin. Das ermöglichte den Sowjets das Eindringen in die Zeppelin-Strukturen. Über Funkspiele gelang es den Sowjets zudem, die Zeppelin-Verantwortlichen in die Irre zu führen.

Ein Nebenziel des Unternehmen Zeppelin war, mehr Einfluss und Kontrolle über die militärische Abwehr zu gewinnen. Die „hidden agenda“ bestand darin, in die Aufgabenbereiche von Fremde Heere Ost, Abwehr und der Ic-Abteilungen der Stäbe einzudringen. Mit diesen Absichten ging Gräfe absolut konform mit Heydrich, der unumwunden zugab, baldmöglichst die Abwehr unter sein Kommando zu bekommen.
Ganz nebenbei mischte sich das RSHA mit dem „Unternehmen Zeppelin“ so stärker in die militärische Aufklärung der Wehrmacht ein, die teils überschneidende Aufgaben hatte. Gerade die Trennlinien zwischen militärischer (Abwehr II) und politischer Zersetzungsarbeit („Zeppelin“) waren verschwommen. Spätestens 1944 mit der Entmachtung der Abwehr hatten sich die Ic-Nachrichtenoffiziere der höheren Stäbe, die Frontaufklärungskommandos, die Leitstellen sowie der Stab Fremde Heere Ost unter Oberst Reinhard Gehlen stärker mit dem „Unternehmen Zeppelin“ abzusprechen. Der Chef des Auslands-SD, Walter Schellenberg, hatte schließlich nach dem 20. Juli 1944 die Abwehr in sein neues Militärisches Amt (Amt MIL) integriert und so einen einheitlichen, geheimen Meldedienst geschaffen, in dem Zeppelin nur ein Partikel war. Das Unternehmen Zeppelin blieb dennoch bis Kriegsende bestehen.
Während des letzten Kriegsjahres gingen die deutschen Kommandounternehmen zur „Stay-Behind-Methode“ über, d. h. die Sabotage- und Jagdverbände unter Skorzeny und die ehemaligen Sabotagetruppen der Abwehr II im Amt MIL ließen sich von der Front einfach überrollen und führten dann dahinter einen Partisanenkrieg. Mit dem deutschen Rückzug wurde diese Methode auf breiter Basis auch von Zeppelin-Kommandos adaptiert, die zuletzt Personal aus baltischen, finnischen und ukrainischen Waffen-SS-Einheiten zogen.
Insgesamt waren die Sabotage- und Zersetzungsoperationen von Abwehr II und SD trotz der vielen Fehlschläge vom Grundsatz her für die Sowjetunion durchaus existenzgefährdend gewesen. Beim Unternehmen Zeppelin hatte man sogar versucht, den sowjetischen Führer Josef Stalin mit einem Attentat zu beseitigen. Das wurde zwar vereitelt, doch damit hatten die deutschen Saboteure die volle Aufmerksamkeit von Stalin erlangt.

### Im Kalten Krieg
Obwohl die meisten der deutschen Sabotageunternehmen bis 1945 kläglich gescheitert waren, erlebte die Zeppelin-Methodik und teils auch das Zeppelin-Personal nach 1945 eine Wiederauferstehung. Die Deutschen verkauften bei den Westalliierten ihren Eroberungskrieg zusammen mit den vormaligen Verbündeten als Befreiungskrieg. Zeppelin wurde als erfolgreiche Geheimoperation gepriesen. Obwohl der SD in Nürnberg 1946 als verbrecherische Organisation eingestuft wurde, waren Briten und Amerikaner skrupellos genug, das schwer durch Kriegsverbrechen belastete SD-Personal dennoch zu übernehmen, denn ihnen fehlten eigene Erfahrungen im Kampf gegen die Sowjetunion.
Ausgerechnet die politische Kriegsführung des Unternehmen Zeppelin und die damit im letzten Kriegsjahr verknüpften „Stay-Behind-Operationen“ der Sabotageverbände wurden zur Blaupause für den „Kalten Krieg“ bei Briten und Amerikanern. Es gelang den deutschen Geheimdienstlern und ihren Kollaborateuren, im Westen neue Karrieren auf der Basis ihrer Misserfolge zu starten. Ganz nebenbei entzogen sie sich einer eventuellen Strafverfolgung durch die schützende Hand ihrer neuen Arbeitgeber. Harry Rositzke, bis 1954 Leiter der Soviet-Russia Division der CIA in München, sagte dazu, man habe damals jeden „Schweinehund“ genommen, Hauptsache er war Antikommunist.
Bei Briten und Amerikanern kam man zu der fatalen Fehleinschätzung, dass die deutschen Operationen im Ansatz erfolgversprechend wären, würde man die Fehler der Deutschen im Umgang mit den Kollaborateuren nicht wiederholen. Diese Umstände führten dazu, dass die Geheimoperationen von Zeppelin und der im letzten Kriegsjahr vom RSHA kontrollierten Abwehr zum Musterbeispiel für die verdeckten Operationen von Briten, Amerikanern und schließlich auch der psychologischen Kriegsführung der Westdeutschen im anlaufenden Kalten Krieg wurden.
Allerdings hatten die Sowjets bereits während des Krieges das Unternehmen Zeppelin und die Kommandos der Abwehr massiv aufgeklärt und reihenweise Angehörige des Unternehmen Zeppelin erfasst. Der im Kampf gegen die deutschen Geheimdienste erfolgreiche Chef der Spionageabwehr „Smersh“, Viktor Abakumow, war 1946 von Stalin zum neuen Geheimdienst-Chef ernannt worden. 1947 wurden in seinem neuen Ministerium für Staatssicherheit der UdSSR (MGB, Vorläufer des KGB) noch einmal alle Informationen zu Zeppelin zusammengefasst und ausgewertet. Am 15. November 1947 erstellte die 2. Hauptverwaltung des neuen Ministeriums für Staatssicherheit (MGB) eine detaillierte Zusammenfassung über Zeppelin, die dem neuen MGB-Chef General Viktor Abakumow vorlag und im Aktenkonvolut enthalten ist, dass 1974 vom KGB an das MfS übergeben wurde.
Mit diesen Informationen und zusammen mit dem vorhandenen sowjetischen Agentenpool im Ausland und in den Emigrantenorganisationen konnten so die angloamerikanischen Operationen unterlaufen werden. Das MGB wusste, dass man im Westen die Methodik und das Personal von Zeppelin weiter nutzen würde und setzte die bisherige erfolgreiche Penetrationsarbeit gegen die deutschen Zersetzungsoperationen auf breiter Basis gegen die Westalliierten fort. So bemühten sich die Sowjets, schon ab 1947/48 ehemalige Zeppelin-Angehörige für Gegenspionageoperation anzuwerben. Es verwundert deshalb nicht, dass beinahe alle Operationen von Briten, Amerikanern und auch Deutschen gegen die Sowjetunion und ihre Bruderstaaten nach dem Muster von Zeppelin und Abwehr scheiterten.

#### Der britische Geheimdienst
Etliche vormalige Zeppelin-Angehörige machten in britischer Haft ausführliche Angaben zum Unternehmen Zeppelin. Einige arbeiteten danach zwischen 1946 und 1948 für den britischen Geheimdienst. Dazu gehörten Karl Tschierschky, vorletzter Chef von RSHA VI C, der vormalige Zeppelin-Leiter Walter Kurreck, Hans-Eugen Dressler von Zeppelin Süd, Hans-Adolf Handrack von Zeppelin Nord sowie die vormaligen Zeppelin-Untersturmführer Karl-Bruno Dulkeith und Karl-Heinz Rudolph. Das von den ehemaligen Zeppelin-Angehörigen übermittelte Wissen diente den Briten nach demselben Muster bei ihren frühen Nachkriegsoperationen gegen die Sowjetunion im Baltikum, in der Ukraine und im Kaukasus.
Der ehemals für die Exilpolitiker im Ostministerium zuständige Abteilungsleiter Fremde Völker, Gerhard von Mende, gewann 1946 Anschluss an den britischen Geheimdienst. Mende war der herausragende deutsche Emigranten-Spezialist. Er hatte bis Kriegsende mit Hilfe der politischen Führer der Randnationen der Sowjetunion politische Zersetzungsarbeit gegen die Sowjetunion geleistet. Im November 1946 trafen sich Erich Hengelhaupt, der Georgier Michael Alschibaja und Professor von Mende bei Hannover mit einem britischen Offizier. An diesen Offizier übergaben sie Listen mit Personen, die sie für eine Zusammenarbeit mit den Briten vorschlugen. Danach kam es im Januar 1947 zu einem weiteren Treffen, an dem auch der Georgier Alexander Tsomaja vom ehemaligen Unternehmen Zeppelin teilnahm. Ein unmittelbar aus London angereister britische Offizier sagte, er würde gerne militärische Spionage im Kaukasus über Kanäle in der Türkei organisieren, und er möchte, dass die Georgier diese Mission übernähmen. Er fügte hinzu, dass er gerne eine Organisation aufbauen möchte, die der ehemaligen Organisation „Zeppelin“ der Deutschen ähnlich wäre. Der britische Offizier bestand ganz besonders darauf, dass die Amerikaner keinesfalls Kenntnis von dieser Angelegenheit erlangen sollten.
Die deutschen und georgischen Gesprächspartner der Briten waren dafür prädestiniert. Gerhard von Mende wusste bestens über das Unternehmen Zeppelin Bescheid, denn er hat etwa zu dieser Zeit eine lange Studie über die Zeppelin-Unternehmen Mainz I und II in Georgien geschrieben. Hengelhaupt hatte 1944 Zeppelin eine Zeit lang geleitet, Tsomaja arbeitete für Zeppelin und Alschibaja hatte zum georgischen Verbindungsstab beim Ostministerium gehört, war also ebenfalls eingebunden.
Beim MI6 war für die Arbeit mit Emigranten Commander Wilfred Dunderdale als Leiter des Special Liaison Centre (SLC) zuständig. SLC verband wissenschaftliche Forschung mit geheimdienstlicher Aufklärung, ähnlich wie das Wannsee-Institut und Zeppelin auf deutscher Seite. Dunderdale hatte als Stationsleiter von MI6 bis 1940 die Emigranten in Paris betreut, ehe Hengelhaupt das für die Deutschen übernahm. Der „Partylöwe“ Dunderdale war auch einer der Charaktere, die Ian Fleming als Pate für seinen „James Bond“ verwendete. Jetzt wollte Dunderdale die alten Fäden wieder aufnehmen. Inzwischen war aber eine neue Generation von Exilpolitikern tätig, die eng mit Hengelhaupt und Gerhard von Mende gearbeitet hatte. Mit Dunderdale, Hengelhaupt und Mende hatten somit drei ausgesprochene Russland-Spezialisten zueinander gefunden. Dunderdale musste sich jedoch in Fragen der Sowjetunion mit seinem Kollegen Harold "Kim" Philby abstimmen, der für die Sowjetunion zuständig war. Philby war allerdings ein sowjetischer Spitzenagent und spionierte Dunderdale aus. Philby übermittelte den Sowjets alle Details zu Dunderdales SLC, so z. B. schon am 16. Juli 1945 in einem Report mit dem Titel „Commander Dunderdale’s SLC July 1945“. Die beiden waren Gegner, Philby wusste das, Dunderdale nicht.
Es dürfte klar sein, dass die Angaben der Deutschen alsbald in den Händen der Sowjets waren. Philby ging tatsächlich 1947 als Stationsleiter des MI6 nach Istanbul und startete für die Briten die Operationen „Climber I und II“ nach dem Muster von „Mainz I und II“ nach Georgien. Es versteht sich von selbst, dass diese Operationen scheiterten. Philby war es offensichtlich mehr darum gegangen, die Kontaktdaten aller Beteiligter in die Hände zu bekommen, um weitere Operationen zu unterbinden und Moskau die Option zu geben, diesen Personenkreis operativ zu bearbeiten. 1949 kam Philby als Verbindungsoffizier des MI6 zur CIA in die USA und koordinierte hier bis 1951 ausgerechnet zwischen beiden Geheimdiensten.

#### Der amerikanische Geheimdienst
Der Nationale Sicherheitsrat der USA verabschiedete 1948 mit der Policy NSC 10/2 einen Umsetzungsplan für die verdeckte Kriegsführung gegen die Sowjetunion. Urheber war der Diplomat George F. Kennan vom State Department (US-Außenministerium). Der zuvor in Moskau stationierte Kennan orientierte sich ebenso wie seine Kollegen DeWitt Clinton Poole, Charles Thayer und Charles Bohlen stark an den deutschen Erfahrungen. Insbesondere erhielten die Amerikaner Informationen von Gustav Hilger und Hans-Heinrich Herwarth von Bittenfeld. Beide hatten ebenfalls Moskau-Erfahrung, beide hatten mit Kollaborateuren zu tun und beide standen eng mit der Organisation Gehlen in Verbindung. Am Konzept der politischen Kriegsführung hatten so deutsche Diplomaten mit ihren übermittelten Hintergrundinformationen wesentlichen Anteil. Die US-Programme der verdeckten politischen Kriegsführung steuerte ab 1949 eine Sondereinheit von CIA und State Department. Das war das Office of Policy Coordination (OPC) unter dem CIA Assistant Director Frank Gardiner Wisner. Die Operationen waren praktisch identisch mit den Plänen von Gräfe bei Gründung von Zeppelin.
Die für den US-Militärnachrichtendienst tätige Organisation Gehlen wurde 1949 von der CIA übernommen und danach teilweise in die US-Programme der verdeckten Kriegsführung eingebunden. Folglich kamen verstärkt ehemalige Sabotage-Spezialisten zu Gehlen. Ein Beispiel für die Umsetzung dieser Pläne war die Dienststelle „Defection“ der Organisation Gehlen in Wien, die von der Dienststelle GV C der Organisation Gehlen gesteuert wurde. Die GV C erhielt im Frühjahr 1952 einen Sonderauftrag, den die CIA forderte: Die Gewinnung sowjetischer Überläufer durch ein sogenanntes „Defection-Program“. Bei GV C hatte sich ein Kern ehemaliger Zeppelin-Führungsoffiziere eingefunden, darunter Rudolf Oebsger-Röder, Heinrich Fenner, Hans-Adolf Handrack, Karl-Heinz Rudolph, Georg Greife und Bruno Kauschen. Auf Wunsch der CIA sollte die Dienststelle „Defection“ nach Muster Zeppelin Angehörige der sowjetischen Truppen in Wien zum Überlaufen bewegen. Für die Sicherheit der GV C war der vormalige Chef von Zeppelin Süd, Heinrich Fenner, als Leiter der Spionageabwehr zuständig. Fenner war selbst bis 1942 bei der Gestapo in Wien gewesen.

Georg Greife erstellte 1951 eine umfängliche Ausarbeitung mit dem Titel „Mögliche Vorarbeiten für eine spätere Arbeit in der Art des UZ“. Die Arbeit entstand offensichtlich im Vorfeld der Dienststelle „Defection“ für die Org. Gehlen und gelangte auf unbekannten Wegen in die Hände der Sowjets. Ebenso enthalten die KGB-Akten viele Bilder von Georg Greife, die während der Ausbildung der Stalin-Attentäter 1943/44 beim Zeppelin-Kommando Nord entstanden. Der Autor Igor Lander kommt in seinem Buch „Attentat auf Stalin“ zu dem Schluss, dass es einen Zusammenhang mit Greife selbst geben musste, der nach dem Krieg um 1951 Angehöriger der Organisation Gehlen war. Die Bilder standen offensichtlich im Zusammenhang mit einer geplanten aber gescheiterten Anwerbung von Greife durch den sowjetischen Geheimdienst. Greifes Bericht gelangte 1974 zusammen mit vielen anderen Dokumenten vom KGB zum MfS. Unmittelbar an Greifes Arbeit schließt sich in diesen KGB-Unterlagen ein weiteres Dokument an, dass den Titel „Defection Arbeit in Wien“ trägt und diese Arbeit beschreibt. Das Dokument war eine Schulungsunterlage der Organisation Gehlen und stammte von Bruno Kauschen, wie aus den Inhalten eindeutig hervorgeht. Das Papier ist im Zeitraum 1952-54 entstanden. Als ehemaliger Dolmetscher von Walter Kurreck beim Zeppelin-Kommando D und als Leiter eines Zeppelin-Nebenlagers war Kauschen der Umgang mit Osteuropäern vertraut. Kauschen hatte nach dem Krieg für das amerikanische Counter Intelligence Corps gearbeitet und war von dort 1951 zur Org. Gehlen gelangt. Kauschen war Schulungsleiter der Dienststelle „Defection“, deren Führung der vormalige Abwehr-II-Leutnant Franz Aschenbrenner vom Balkan-Frontaufklärungskommando 201 übernahm. Die Operationen der Wiener Dienststelle waren äußerst primitiv. Eine der angewandten Methoden war es, mit Hilfe junger Damen russische Soldaten in Liebesfallen zu locken und dann deren Unterlagen, Brieftaschen usw. zu kopieren, um so an Informationen zu gelangen. 
„Auch in Wien fanden sich Damen, die für die Org als „Forscher“ oder „Anbahner“ arbeiteten. Auf Frauen legte die Org besonderen Wert, denn in einer hausinternen Anweisung ("Defections-Arbeit in Wien") hieß es: „ein weiterer Weg lässt sich über leichte Mädchen begehen, die von der Org [Gehlen] angeworben sind und bestimmte Lokale besuchen, die auch von den Sowjet-Bürgern besucht werden." 
Die Tatsache, dass schon früh dem MGB/KGB Berichte aus dem Umfeld dieser Dienststelle vorlagen belegt, dass die Stelle von den Sowjets unterwandert war. Einer der Angehörigen dieser Stelle, der Ukrainer Ossip Vergun (Josef Werhun), gab im April 1962 in Ost-Berlin eine damals viel beachtete Pressekonferenz. Vergun, der seit 1947 der Org. Gehlen angehörte, schilderte den Nachrichtenagenturen TASS und ADN detailliert die Arbeit dieser Dienststelle. Das legt nahe, dass er mehr für östliche Dienste arbeitete, als für die Org. Gehlen.

#### Die Geheimdienste der Bundesrepublik Deutschland
Für die deutschen Geheimdienste hatten die in der Bundesrepublik lebenden vormaligen Kollaborateure im Kampf gegen die Sowjetunion erhebliche Bedeutung. Ihre Beobachtung und ihre Nutzung im Rahmen der Ostforschung, der Informationsgewinnung und der psychologischen Kriegsführung war eine Angelegenheit der Politik und damit der Geheimdienste. Am 7. Januar 1953 entstand im Bundeskanzleramt unter den Adenauer-Vertrauten Hans Globke, Otto Lenz und dem Staatssekretär Franz Thedieck vom Gesamtdeutschen Ministerium ein Regierungsgremium zur Koordinierung der psychologischen Kriegsführung.
Kurz darauf wechselte 1953 Prof. Gerhard von Mende von den Briten in die Dienste des Bundesamtes für Verfassungsschutz (BfV). In Absprache mit BfV-Chef Otto John wurde eine Bundesstelle zur Koordinierung aller Fragen geschaffen, die die Ostemigration in der Bundesrepublik betrafen. Sie erhielt die Tarnbezeichnung „Büro für heimatvertriebene Ausländer“ mit Sitz in Düsseldorf. Gerhard von Mende war von September 1952 bis Juni 1957 als „Freier Mitarbeiter“ für das BfV aktiv. Zur Ostemigration gehören die emigrierten Angehörigen der Völker aus der Sowjetunion ebenso wie die aus den Satelliten-Staaten. Die Koordinierung erfolgt in erster Linie mit den an der Ostemigration interessierten Bundesministerien: dem Auswärtigen Amt, dem Innenministerium, dem Ministerien für Vertriebene und dem Ministerium für gesamtdeutsche Fragen. Das Bundeskanzleramt war als oberste Koordinationsstelle eingebunden. Mende hatte in etwa eine vergleichbare Stellung inne, wie einst als Leiter der Abteilung fremde Völker im Ostministerium. Er saß wieder an den Schnittstellen der Emigrantenorganisationen bzw. der Flüchtlingsverbände zur Politik.
Zu den Aufgaben des BfhA gehörte die Durchdringung aller Auswanderergruppen und ähnlicher Organisationen über ein Netz von V-Leuten, die Erkennung sowjetischer Infiltration durch die Ost-Emigration, die Berichterstattung über die politischen Zusammenhänge der Ostemigration usw. Zu den Einrichtungen des BfhA gehörte ein wissenschaftlicher Arbeitskreis mit Ost-Experten und eine Kartei, die an die des BfV angepasst war. Zusammengefasst übernahm das BfhA einen wesentlichen Anteil an der Steuerung und Lenkung der Ost-Emigration insbesondere für das Auswärtige Amt und dessen Ost-Abteilung, in der wieder der alte Weggefährte Mendes im Ostministerium, der Diplomat Otto Bräutigam saß.
Otto Bräutigam hatte nach einem Gastspiel in der politischen Auswertung der Organisation Gehlen den Weg ins AA geschafft und dort die Ostabteilung übernommen. Das Sowjetunion-Referat in Bräutigams Abteilung leitete der Baltendeutsche Boris Meissner, während des Krieges Angehöriger der Abwehr-Abteilung bei der Heeresgruppe Nord und später Angehöriger der Organisation Gehlen. Chef des Protokolls im AA unter Adenauer, der zugleich Außenminister war, war Hans von Herwarth, im Krieg Adjutant beim General der Freiwilligenverbände und danach eine Sonderverbindung der Organisation Gehlen sowohl in politischen Fragen wie auch in Emigrationsangelegenheiten. Bundesvertriebenenminister war inzwischen Theodor Oberländer, ehemals Hauptmann der Abwehr II und ebenfalls zeitweise Gehlen-Mitarbeiter. Sie alle, Diplomaten wie Geheimdienstler, setzten ihre Arbeit gegen die Sowjetunion unter dem Dach der Bundesrepublik fort.
Ein operativer, nachrichtendienstlicher Ansatz mit Hilfe der Ost-Emigration wurde vom BfhA nicht durchgeführt, aber erwogen. Realisiert wurde dieser Ansatz dann an anderer Stelle, denn in die ressortübergreifende Bearbeitung der Emigranten in Deutschland stieg nämlich auch die Organisation Gehlen ein. Hilfreich war dabei, dass viele der Beteiligten, die jetzt in Bonn in wichtigen Stellungen waren, eine Vergangenheit in der Org. Gehlen hatten. Man kannte sich sowohl aus Kriegszeiten und auch aus den Anfangszeiten bei Gehlen. Hinderlich war lediglich, dass die Organisation Gehlen 1954 noch eine CIA-Tochter war. Ende 1954 gründete man in München zur Tarnung des Vorhabens das „Hilfswerk der ehemaligen Freiwilligenverbände e. V.“ und hielt am 3. Januar 1955 die erste Arbeitssitzung ab, wie ausgerechnet der US-Generalkonsul zu berichten wusste. Zum Geschäftsführer dieses Hilfswerks wurde der vormalige Zeppelin-Ausbilder Bruno Kauschen bestellt, der gerade von der Dienststelle „Defection“ kam. Auch Gerhard von Mende war einer der Mitbegründer dieses Hilfswerks, das nun zusammen mit dem BfHA ein Netzwerk zur Überwachung der Emigration in Deutschland durch BfV, LfV Bayern und Organisation Gehlen bildete.
Schon am 12. Dezember 1954 war in der New York Times (NYT) ein Artikel über die Gründung dieses Hilfswerks in München erschienen. Die Schlagzeile war „Fascist Refugees Aided in Germany - Ex-Nazis in Government and Coalition Parties Set Up Agency of Hitler Allies“. Der erfahrene und langjährige NYT-Autor Albion Ross hatte allerdings wohl nur rudimentäre Informationen zu diesem Hilfswerk, dennoch traf er mitten ins Schwarze. So schrieb er, dass das Hilfswerk von ehemaligen Angehörigen des Ostministeriums unterstützt werde und nannte Angehörige der Ostabteilung des Auswärtigen Amtes und den Vertriebenenminister Theodor Oberländer als Drahtzieher. Der CIA-Aufseher in Pullach, James H. Critchfield, zeigte den Artikel dem Gehlen-Vertrauten Heinz-Danko Herre, der in die Gründung dieses Hilfswerks involviert war. Danach brannten bei Herre („Herdahl“) sämtliche Sicherungen durch, weil er Angst vor der Reaktion der Bonner Beteiligten hatte. Laut Herre hätte das Hilfswerk in erster Linie karitative Natur, habe aber politische Implikationen. Herre wäre von Seiten der Organisation Gehlen der ranghöchste Beteiligte, außerdem wären die Herren Herwarth, „Dorbach“ (Eugen Dürksen) und „Bernuth“ (Otto Bräutigam, jetzt Leiter der Ostabteilung des AA) sowie einige andere aus der Dienststelle des damaligen Büro Bavaria (neue Dienststellenbezeichnung der vormaligen GV-C) beteiligt, womit zweifellos deren Leiter Roman Hönlinger und Siegfried Ungermann gemeint waren.

Herre war von Critchfield in flagranti dabei erwischt worden, die Amerikaner zu hintergehen. Die karitative Seite des Hilfswerks war lediglich Tarnung, tatsächlich wurden operative Absichten im Umfeld der Emigranten verfolgt. Die Org. Gehlen, die sich zu dieser Zeit zum BND wandelte, aber noch nicht so hieß, hatte begonnen, eigene Aufklärungsziele im Interesse der Bundesrepublik zu verfolgen und die noch vorhandene US-Aufsicht zu umgehen. Deshalb konnte das Hilfswerk nicht innerhalb der Organisation Gehlen eingerichtet werden, denn diese war noch immer eine Filiale der CIA. Also musste der bisher in Wien tätige und der CIA bekannte Geschäftsführer Kauschen die Organisation Gehlen vorübergehend verlassen, um die CIA auszublenden. Das Hilfswerk ist demnach entweder aus Operativgeldern der Organisation Gehlen oder aus Reptilienfonds diverser Bundesbehörden finanziert worden. Stasi-Angehörige, die später Einblicke in die Arbeit von Bruno Kauschen hatten, hielten zur „karitativen“ Arbeit des Hilfswerks fest:
„Kauschen prüfte jeden Besucher auf seinen nachrichtendienstlichen Nutzen, sammelte Hinweise auf andere mögliche Kandidaten für eine Nachrichtendienst-Arbeit und von Personen oder Gruppen, die eventuell für andere Geheimdienste oder auf eigene Faust geheimdienstliche Aufklärung betrieben." 
Das Hilfswerk war ähnlich wie Mendes BfhA nichts anderes als eine getarnte Dienststelle, diesmal allerdings zur Überwachung und Nutzung der Emigranten im Interesse der Organisation Gehlen bzw. des BND. 1975 stellte die Hauptabteilung IX/11 des MfS beim Abgleich von Personendaten ehemaliger Zeppelin-Angehöriger mit Karteien des MfS überrascht fest, dass der vormalige Zeppelin-Obersturmführer Bruno Kauschen für die Hauptverwaltung Aufklärung des MfS aktiv erfasst und gesperrt war, sprich für das MfS arbeitete. Kauschen war zu dieser Zeit allerdings nicht mehr Mitarbeiter des BND. Die MfS-Offiziere Klaus Eichner und Andreas Dobbert erinnern sich, dass ihnen ein Fundus zur Verfügung stand, der von Bruno Kauschen stammte und die frühe Arbeit mit Emigranten betraf. Die Unterlagen der HVA wurden vernichtet, also auch der „Fundus“, von dem Eichner und Dobbert sprachen. Dieser Fundus betraf demnach die Arbeit von Kauschen für das Hilfswerk der ehemaligen Freiwilligenverbände. Überlebt haben somit nur die KGB-Unterlagen der HA IX/11, die es zumindest erlauben, einen Zipfel der Wahrheit zu lüften. Daraus ist zu folgern, dass Kauschen vor seiner Tätigkeit für die HVA des MfS für die Sowjets arbeitete, also spätestens im Zeitraum seiner Geschäftsführer-Tätigkeit im Hilfswerk der Freiwilligenverbände, wahrscheinlich aber schon während der Tätigkeit bei der Dienststelle „Defection“. Die gesamte Emigrations-Arbeit des BND, soweit sie über dieses Hilfswerk lief, muss für die damaligen Gegner KGB und MfS ein offenes Buch gewesen sein.
Die Dienststelle Emigration des BND in München wurde erst nach einem Frontalangriff der östlichen Geheimdienste auf ihren damaligen Leiter Diethelm Keil durch BND-Präsident Klaus Kinkel im Jahr 1982 aufgelöst, nachdem sämtliche Operationen der Dienststelle in der polnischen Presse publiziert wurden.

#### Fazit
Nach 1945 gelang es deutschen Diplomaten und Geheimdienstlern, ihre Art der politischen Kriegsführung zu NS-Zeiten mit Hilfe osteuropäischer Kollaborateure in den Reihen der Briten, Amerikaner und der Bundesregierung unter Bundeskanzler Adenauer fortzusetzen. Die breitbandige Nutzung von Sabotage-Experten und Kollaborateuren durch die Geheimdienste des Westens im Kalten Krieg ist ein besonders trübes Kapitel der Nachkriegsgeschichte, denn sie geschah mit denselben erfolglosen Methoden, wie schon während des Krieges. Das ermöglichte den Betroffenen einen Neuanfang im gewohnten Metier und verhinderte nebenbei allzu intensive Nachforschungen nach der Kriegsvergangenheit. Dieses im Westen wieder amtierende Risikopersonal, die natürlich als Feinde der Sowjetunion gelten mussten, erlaubte es den Geheimdiensten im Osten im Gegenzug, über viele Jahre tief in die Strukturen der westlichen Geheimdienste bis in die Politik hinein vorzudringen.

Die Spaltung Europas, der „Eiserne Vorhang“ und der Bau der Mauer waren letztlich unabdingbare Folgen von beiderseitigen politischen und geheimdienstlichen Interessen. George F. Kennan, der Begründer des Kalten Krieges auf US-Seite, gab 1975 zu:
“Die politische Kriegsführung war der größte Fehler, den ich je beging. Es hat nicht so geklappt, wie ich es mir vorgestellt hatte." 
Die heute aktuellen Auseinandersetzungen mit Russland im Baltikum, in der Ukraine und im Kaukasus sind Spätfolgen der Kriegsführung des 2. Weltkrieges und im Kalten Krieg. Das Unternehmen Zeppelin steht besonders beispielhaft für diese alten Konflikte.